# Cattedrale di Le Puy
La cattedrale di Nostra Signora dell'Annunciazione (in francese: Cathédrale Notre-Dame-de-l'Annonciation du Puy-en-Velay) è il principale luogo di culto cattolico di Le Puy-en-Velay, nel dipartimento dell'Alta Loira. La chiesa, sede del vescovo di Le Puy-en-Velay, è monumento storico di Francia dal 1862, ricca di affreschi del romanico francese.
È stata un centro di pellegrinaggio fin dal medioevo, oltre ad essere situata sulla Via Podiensis, una delle antiche vie di pellegrinaggio verso Santiago di Compostela. Dal 1998 è parte delle Strade francesi per Santiago di Compostela, che comprende sette strade e 71 monumenti dichiarati patrimonio dell'umanità dall'UNESCO.
È la sede del Vescovo di Le Puy.

## Storia

### La «pietra delle febbri» o «pietra delle apparizioni»
La tradizione di Puy-en-Velay narra di un dolmen che occupava, senza dubbio da parecchi millenni, il luogo dove attualmente si trova la cattedrale. Di questa pietra basaltica si trova una parte conservata in una cappella del Santo Crocifisso, nota con il nome di «pietra delle febbri» o «pietra delle apparizioni», specie di lastra di 3 m di lunghezza e di 2 m di larghezza.

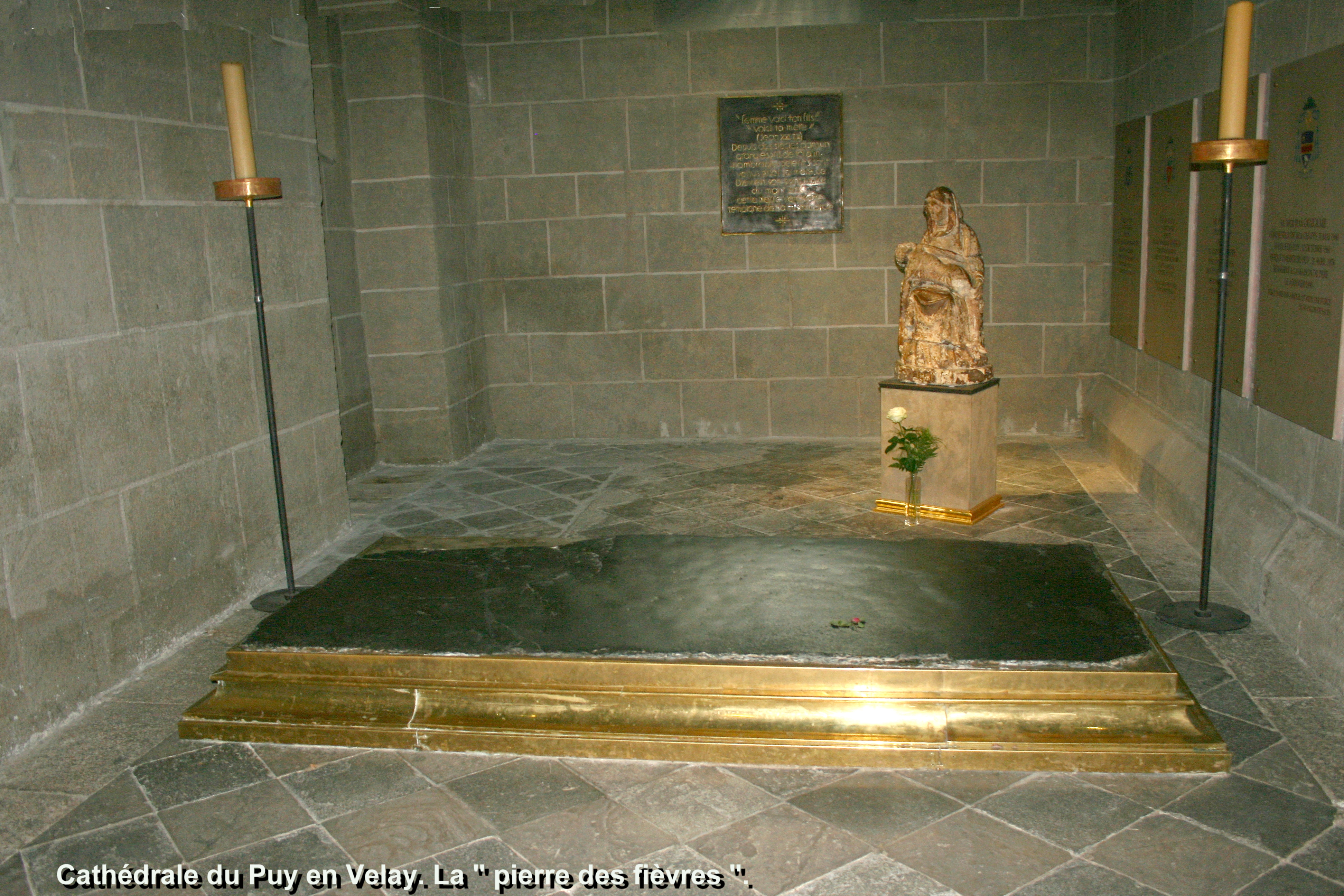
La pietra delle febbri in un'abside della cattedrale.

È su questo dolmen che sarebbe apparsa nel III secolo la Vergine a una matrona di Ceyssac che soffriva di una febbre quartana, annunciandole che sarebbe guarita stendendosi sul dolmen stesso. A seguito della guarigione, la donna sarebbe andata a trovare il vescovo Georges du Velay, considerato il primo apostolo del Velay, che dopo aver visto un cervo che tracciava con le corna nella neve, pur essendo estate, il perimetro di un'area, la recintò per destinarla alla futura chiesa dedicata alla Vergine. Due secoli dopo, un'altra guarigione è citata dal vescovo Vosy, che ottenne da Roma l'autorizzazione a trasferire la sede episcopale da Saint-Paulien (capitale del Velay gallo-romana) ad Anicium (nome gallo-romano di Puy-en-Velay, del quale il radicale «an» significa in lingua celtica « circolo, circuito, recinto ») e decise di costruire una chiesa cattedrale. La costruzione iniziò con il suo successore, il vescovo San Scutario. Secondo la tradizione locale, la chiesa angelica fu santificata da alcuni angeli che trasferirono da Roma delle reliquie.
Si ipotizza anche che i racconti tradizionali si siano formati a partire dalla toponimia della rocca che sovrasta la posizione dell'attuale santuario e che porta il nome di Corneille, la cui etimologia deriva dal cervo Cernunnos, dio gallico, essendo il sito un antico ricordo del culto di questa divinità. Il santuario mariano divenne rapidamente la sede di pellegrinaggi.
Puy-en-Velay è, insieme a Chartres, il più antico santuario mariano della Gallia cristiana. Sono state ritrovate, sotto il pavimento del coro, le fondamenta di questa prima chiesa che misurava 12 × 24 metri.
Ancora oggi, dei pellegrini si sdraiano sulla pietra per riceverne dei benefici.
Se l'origine del culto di Notre-Dame-de-l'Annonciation si trova nella « pietra delle febbri », il Medioevo e i tempi moderni venerano soprattutto la Vergine nera.

### Il Giubileo di Puy-en-Velay

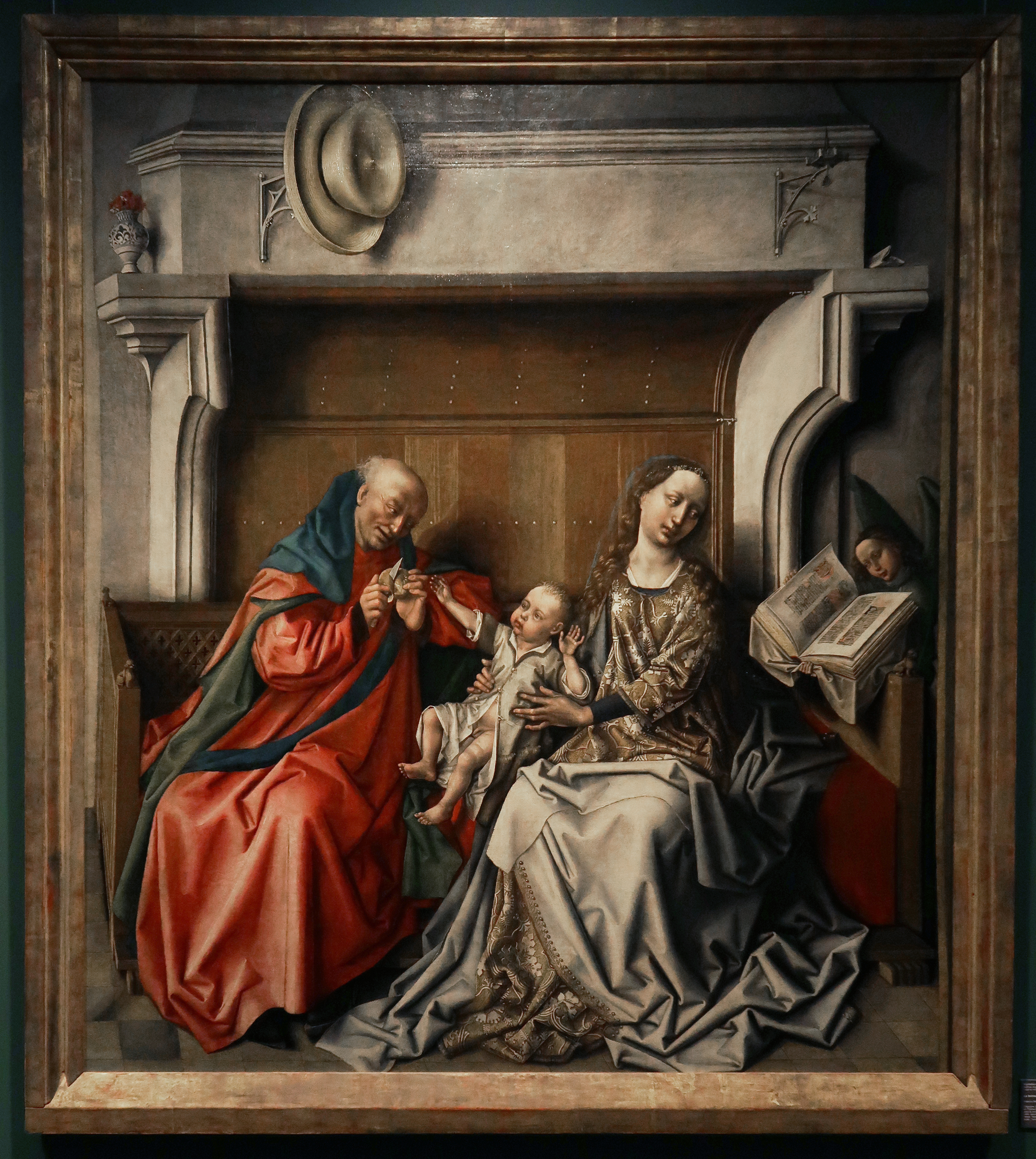
Sacra Famiglia, opera di Barthélemy d'Eyck nella cattedrale.

La cattedrale di Notre-Dame-de-l'Annonciation è dotata di un privilegio pontificio riguardo a un giubileo. Il 25 marzo 992, data di previsione della fine del mondo del monaco tedesco Bernard de Thuringe, quando l'Annunciazione coincideva in quel giorno con il Venerdì santo, il pellegrinaggio attirava una tale folla, che papa Giovanni XV (o Callisto II) decise la creazione di un giubileo ogni volta che si riproduceva questa coincidenza.
Al fine di ottenere un'indulgenza plenaria, era necessario che i fedeli visitassero la cattedrale di Puy, a condizione di essersi confessati e comunicati, e quindi vi avessero pregato in favore delle intenzioni del papa. Quest'ultimo attribuì questo grande perdono non solamente al vescovo di Puy ma anche alla cattedrale. Questo obbligo è stato effettivamente rispettato, ad eccezione degli anni 1701 e 1796. Nel 1701, i pellegrini furono troppo numerosi per permettere a tutti i fedeli di accedere alla cattedrale. Quest'ultima fu occupata dagli scismatici nel 1796. Papa Pio VI dovette sopprimere provvisoriamente tutti i privilegi precedenti, affinché non ne approfittassero questi avversari della Chiesa.

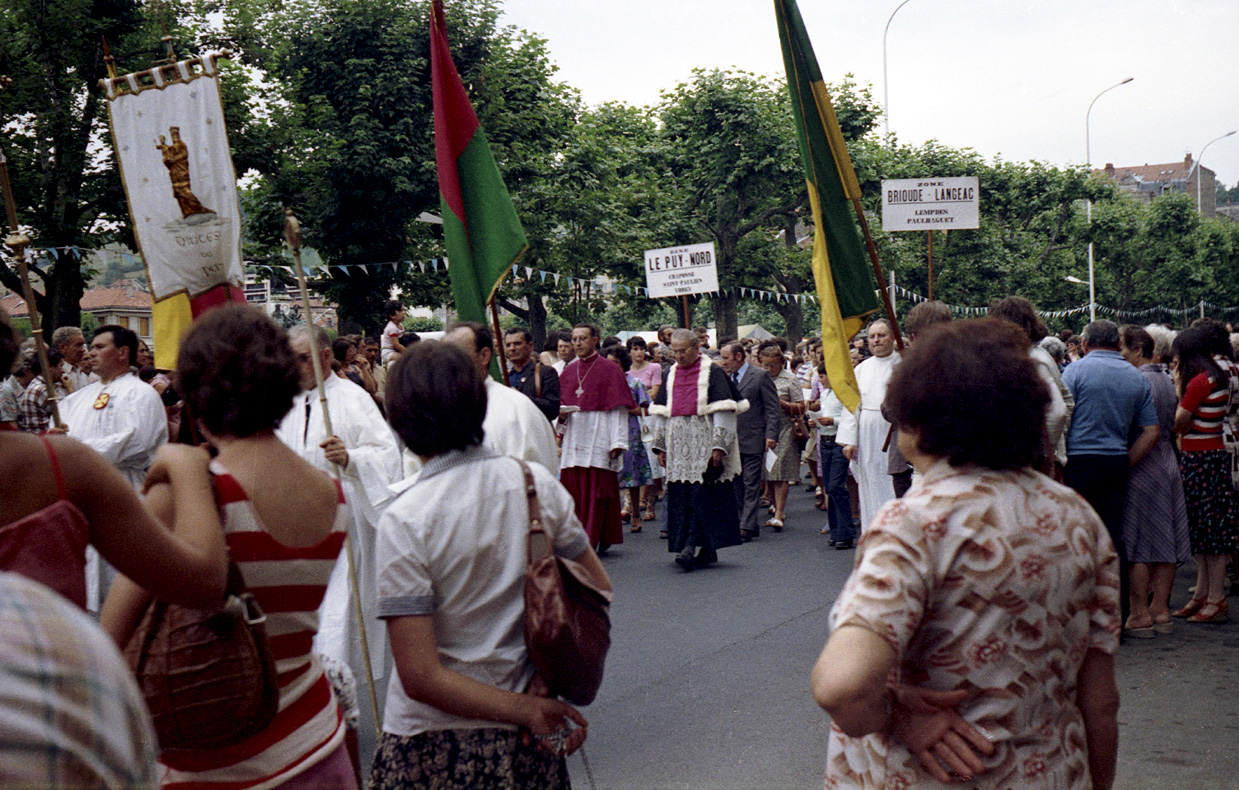
Processione solenne a Puy il 15 agosto 1977.

Verosimilmente creato dalla liturgia locale, il Grand Pardon di Puy-en-Velay è il più antico giubileo prima di quelli di Roma (1300), di Rocamadour (1428) e di quello di Lione (1451). Il primo giubileo di Notre-Dame du Puy avrebbe avuto luogo nel 1065. Il giubileo è documentato nel 1407 per la prima volta, poiché numerosi pellegrini perirono soffocati dalla folla.
Da allora, papi e re parvero evitare questi periodi per i loro pellegrinaggi. Tuttavia, fu il re di Napoli Renato d'Angiò che tornò dall'Italia nel 1440. Ciò spiega, nella cattedrale, l'esistenza di un'opera di Barthélemy d'Eyck di cui il "Buon Re" era il patrono. L'anno successivo, papa Eugenio IV citò il giubileo di Puy in un breve scritto. Papa Martino V fu un grande sostenitore dei giubilei in Francia nel XV secolo.
Il giubileo si distingue d'altra parte per la sua grande processione solenne, che parte da e ritorna alla cattedrale. Ugualmente al di fuori del giubileo si svolge ogni anno, il giorno del 15 agosto, una grande festa detta dell'Assunta, nel corso della quale la Vergine nera è portata in processione attraverso le vie della città, in presenza delle più alte autorità civili e religiose e da una moltitudine di partecipanti. Nel 2016, la chiusura del giubileo ebbe luogo con questa processione mariana.
Il 15 agosto 1095, in occasione della festa dell'Assunta celebrata a Puy, papa Urbano II annunciò la prima crociata (1095-1098) e designò il vescovo della città, Ademaro di Monteil, per condurla a buon fine. Accompagnato da circa quattrocento crociati del Velay, l'autore del celebre Salve Regina lasciò dunque Puy per l'Oriente. Egli fu mortalmente ferito nel corso dell'Assedio di Antiochia (1098), ma altri ebbero l'opportunità di ritornare nella loro patria.
Durante il Medioevo, la cattedrale di Puy era una delle tappe più importanti per il pellegrinaggio di San Giacomo di Compostella ed essa stessa è una destinazione importante di pellegrinaggio per la sua Vergine nera, che attira pellegrini da tutta Europa.

## Architettura

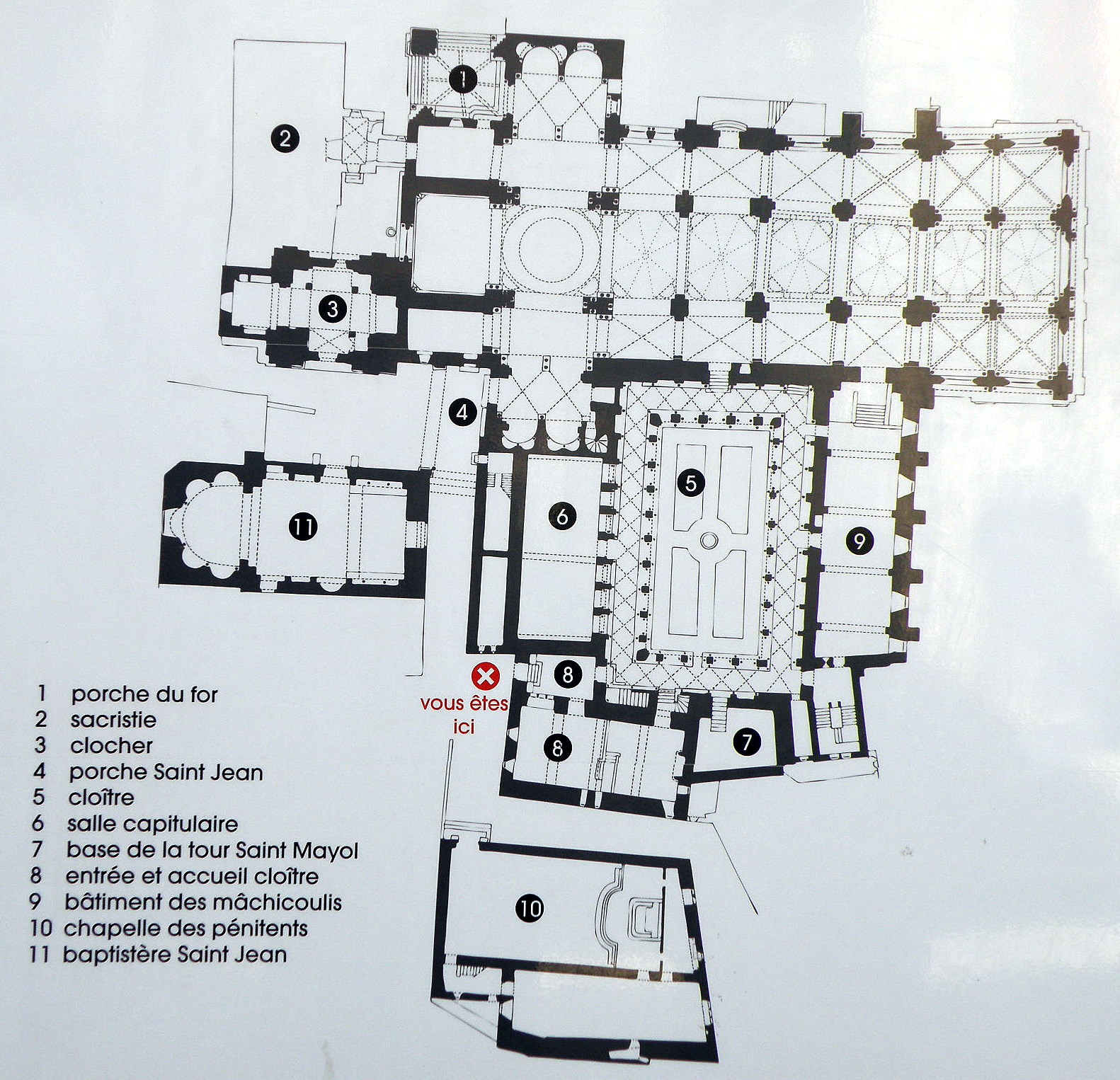
Pianta al suolo (il nord est in basso).

Di fattura romanica, la cattedrale Notre-Dame du Puy si erge ai piedi della rocca Corneille, un promontorio di origine vulcanica dominata da una statua della Vergine in acciaio proveniente dai cannoni presi ai Russi a Sebastopoli.
Eretta nel XII secolo, la cattedrale è insolita per il fatto della diversità dei suoi stili, e testimonia passata ricchezza dell'arte romanica.
Per le sue cupole a infilata sulla pendenza, la cattedrale di Puy-en-Velay è stata fortemente influenzata dall'architettura bizantina, ed essa richiama fortemente in questo altre chiese del sudovest della Francia, come la cattedrale di San Frontone a Périgueux o la catredrale di Santo Stefano a Cahors. Costruita a partire da pietre vulcaniche di diversi colori, la facciata occidentale, fatta di pietre policrome, di paramenti mosaicati, di arcate a tutto sesto e di piccoli frontoni, possiede un portico a tre archi al quale si accede, da una via della città, tramite un'ampia e lunga scalinata in pietre di 134 gradini. Se statue molto belle e mosaici decorano il portale, l'interno ospita dei superbi affreschi dorati.

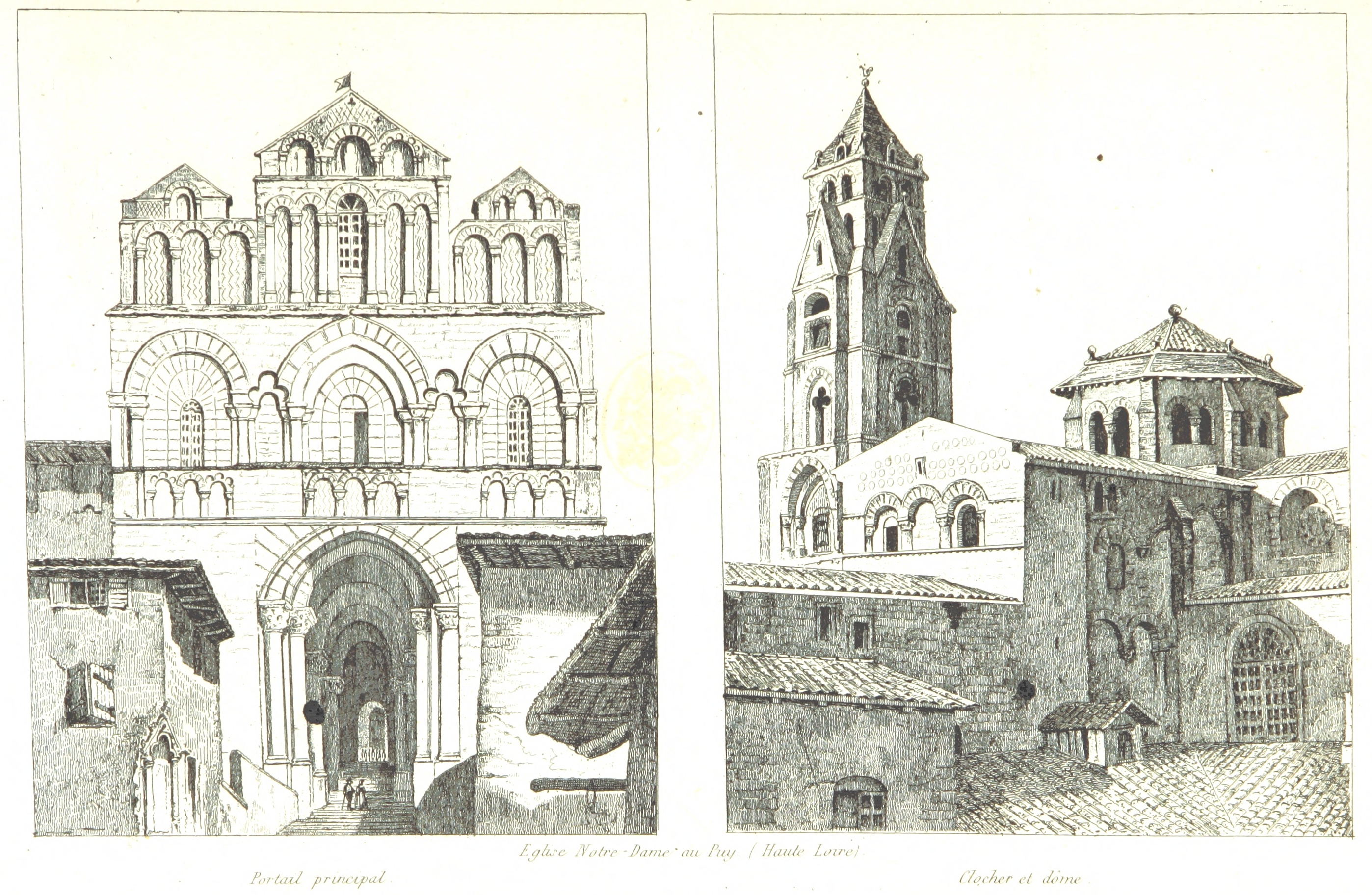
La cattedrale nel 1836, prima della sua demolizione-ricostruzione.

Il colore cupo delle pietre dà all'interno un aspetto austero, ma si rimane impressionati dall'altezza delle sei cupole, dall'abbondanza delle volte che la coronano e dalla base dotata di volte sulla quale si appoggia.
Il coro riposa direttamente sulla roccia, ma per ingrandire la cattedrale al fine di accogliere i pellegrini sempre più numerosi, nei secoli XI e XII, sono state costruite audacemente sul vuoto quattro campate supplementari; per recuperare un dislivello di 17 metri, importanti pilastri sostengono le alte arcate.
Questa basilica, costruita in più riprese, può essere datata dall'XI secolo per l'abside, la crociera del transetto e le due ultime campate. Tuttavia, l'edificio minacciava di collassare all'inizio del XIX secolo e fu quindi oggetto, tra il 1844 e il 1870, per quasi tutta la sua interezza, di una demolizione seguita da una ricostruzione in forma identica, salvo l'abside e la cupola della crociera, che furono rifatte in forma diversa.

### La facciata

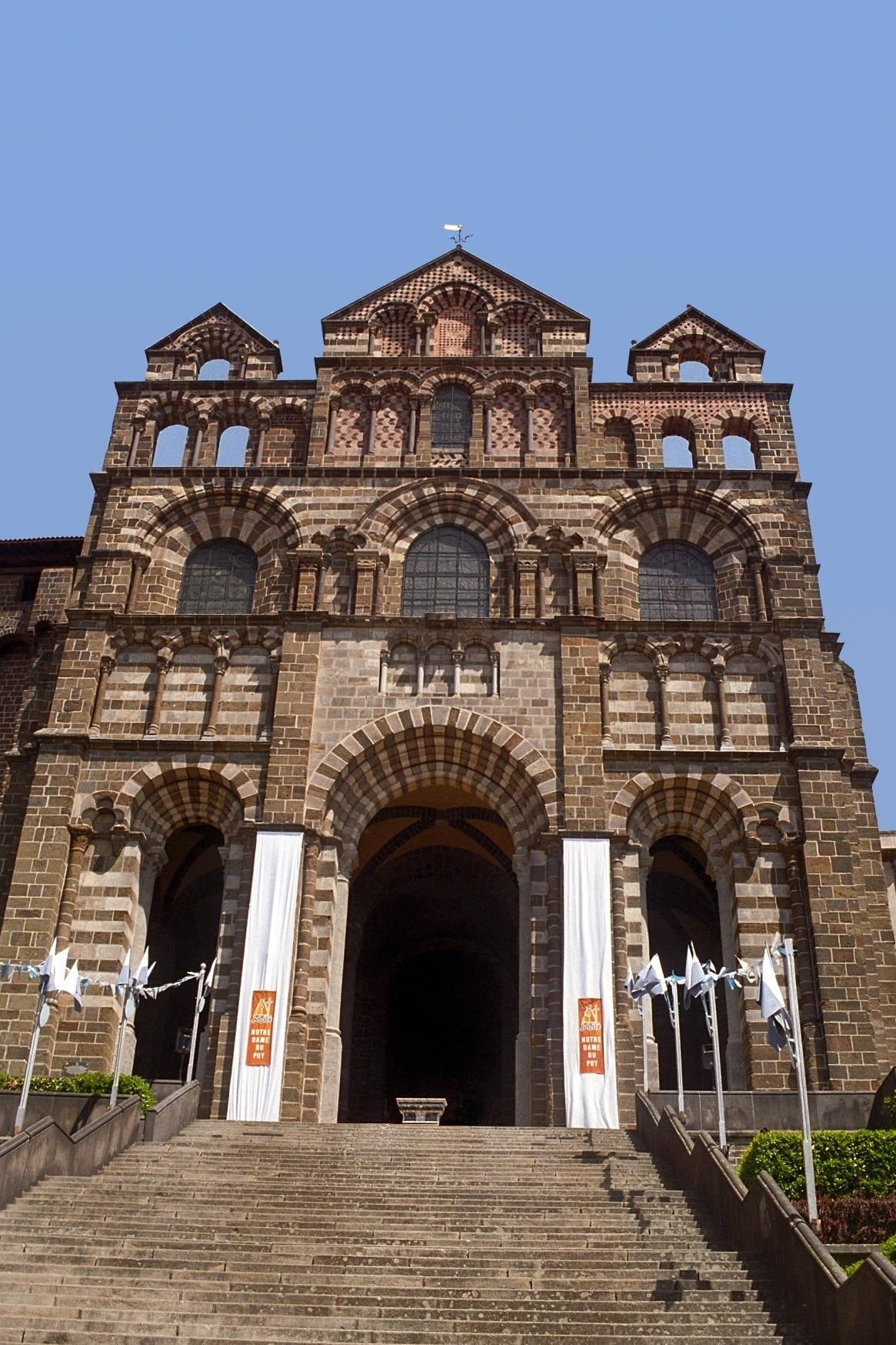
La facciata occidentale.

La facciata della cattedrale si erge dall'alto d'una grande scalinata. Essa è composta da cinque stadi di architettura in apparato policromo, con archi a tutto sesto dai conci a colori alterni, così come una decorazione di pietre disposte a losanga come un mosaico (opus reticulatum) e provenienti da cave della regione. Queste decorazioni alternanti chiaro e scuro, abbastanza frequenti nell'architettura romanica di tutta l'Europa (come la Basilica di Santa Maria Maddalena di Vézelay in Borgogna, il Duomo di Siena e la cattedrale di Lucca in Italia, o ancora la Cattedrale dell'Assunta e di Santo Stefano di Spira e le Dodici basiliche romaniche di Colonia in Germani), erano già onnipresenti nell'arte dell'Alto Medioevo europeo. Essi provengono dall'architettura romanica antica (ad esempio alle terme di Cluny a Parigi), ma parimenti molto diffusi nell'architettura bizantina alla quale la cattedrale si ispira notevolmente, tra l'altro per la sua architettura interna ma anche e soprattutto all'architettura carolingia (il portale dell'Abbazia di Lorsch, gli archi della Cappella palatina di Carlomagno ad Aquisgrana, anch'essa di influenza bizantina, l'abbazia di Grand Lieu, nel comune omonimo, o ancora gli archi della chiesa di Notre-Dame-de-la-Basse-Œuvre di Beauvais) e ugualmente nell'architettura merovingia (arco dell'abside della cripta di Saint-Oyand di Grenoble, decorazione delle facciate del transetto merovingio del Battistero di San Giovanni a Poitiers).
È dunque molto probabile che la cattedrale romanica attuale riprenda semplicemente uno stile che esisteva già sui monumenti di epoche precedenti che occupavano lo stesso luogo, essendo esso facilitato dalle rocce policrome della regione. Tuttavia molti preferiscono vedere l'originale di questo stile, percepito come «mozarabico», dato il numero considerevole di Spagnoli che frequentavano, nel Medioevo, il pellegrinaggio alla Vergine nera. Altri l'attribuiscono all'influenza dei Crociati, ma in realtà è l'architettura araba che s'ispira direttamente all'architettura paleocristiana d'occidente e all'architettura bizantina che l'hanno preceduta in merito.
Con i suoi archi a tutto sesto, questa facciata appartiene allo stile romanico e può essere datata dalla fine del XII secolo.
Una scalinata di 102 gradini, che prosegue sotto il portico, sbocca sotto la navata. Questa scalinata occupa tutta la larghezza dell'edificio nelle due prime campate, poi si restringe per avere solo più quella della navata centrale tra le due navate seguenti, contri i muri delle quali sono state poste le porte in legno scolpito che si trovavano una volta sulla facciata.
Questa curiosa disposizione si spiega con l'inclinazione del terreno e la mancanza di spazio. A causa delle folle attratte nel XIII secolo dal pellegrinaggio, bisognava ingrandire la chiesa. Siccome non vi era più spazio sulla rocca, gli architetti decisero di costruire in qualche modo nel vuoto, per sostenere le nuove terza e quarta campata.
Nella prima campata del portico, i capitelli dei pilastri sono ornati da rappresentazioni del tetramorfo, cioè dai quattro esseri associati tradizionalmente ai quattro Evangelisti.

Il tetramorfo
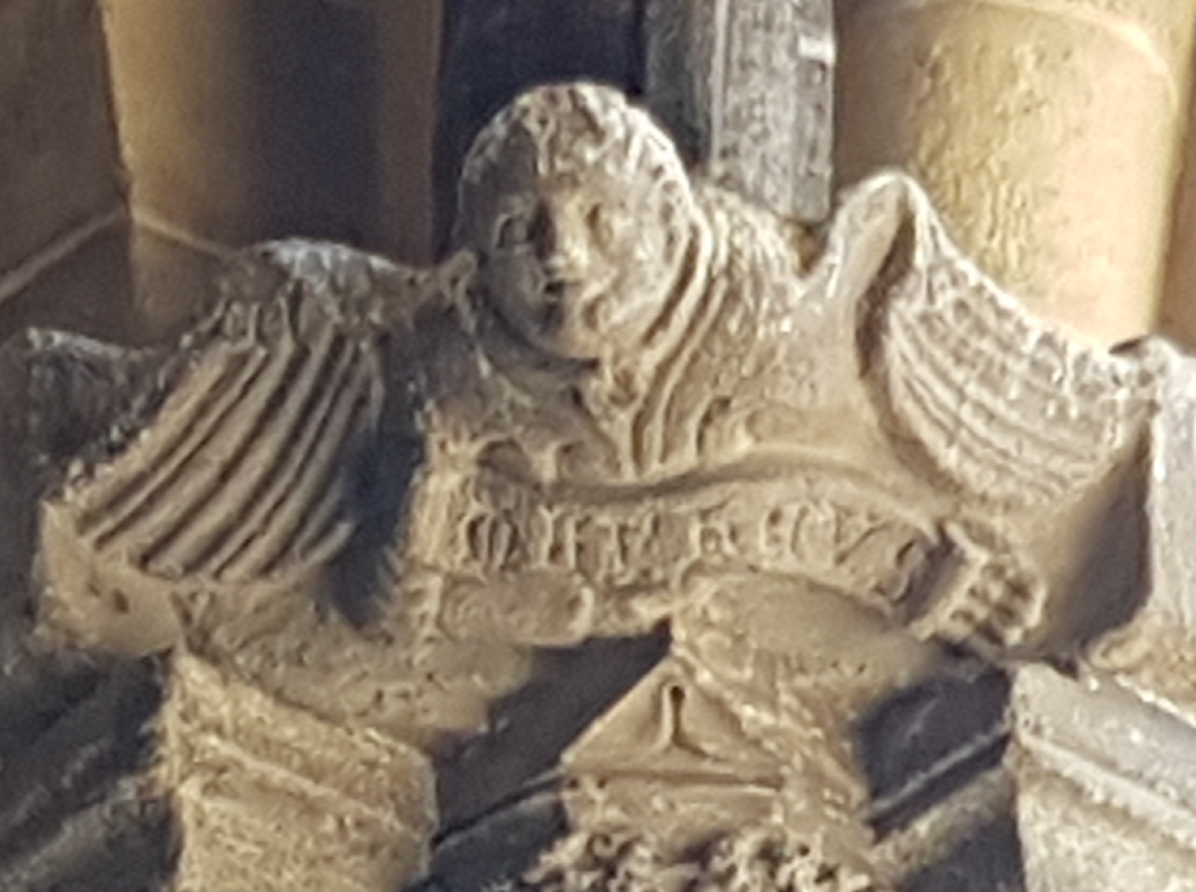
L'uomo (Matteo).
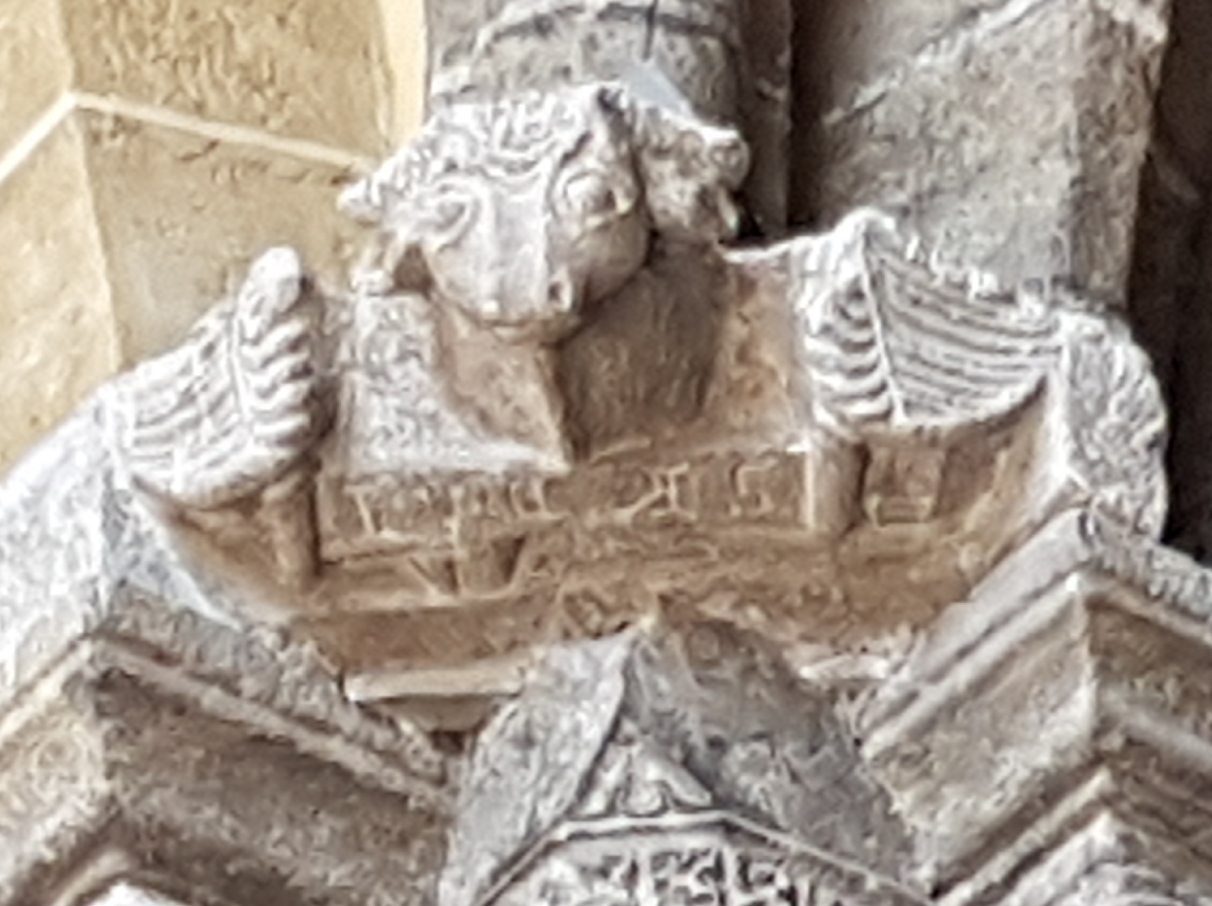
Il bue (Luca).
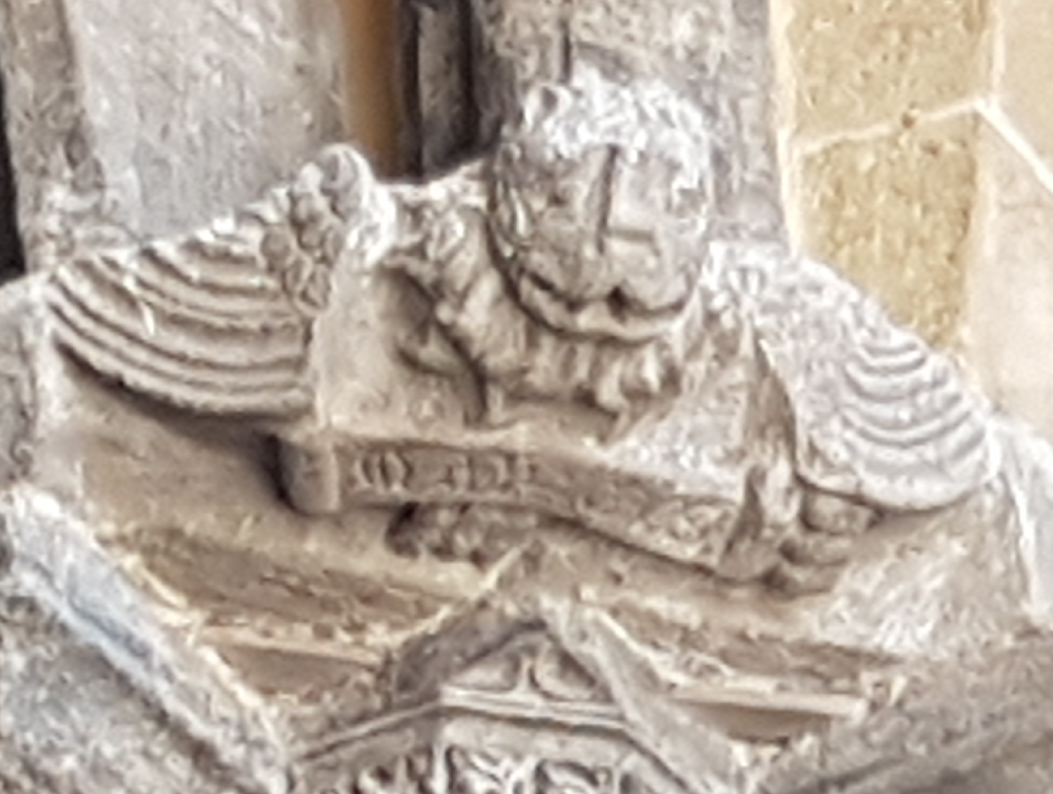
Il leone (Marco).
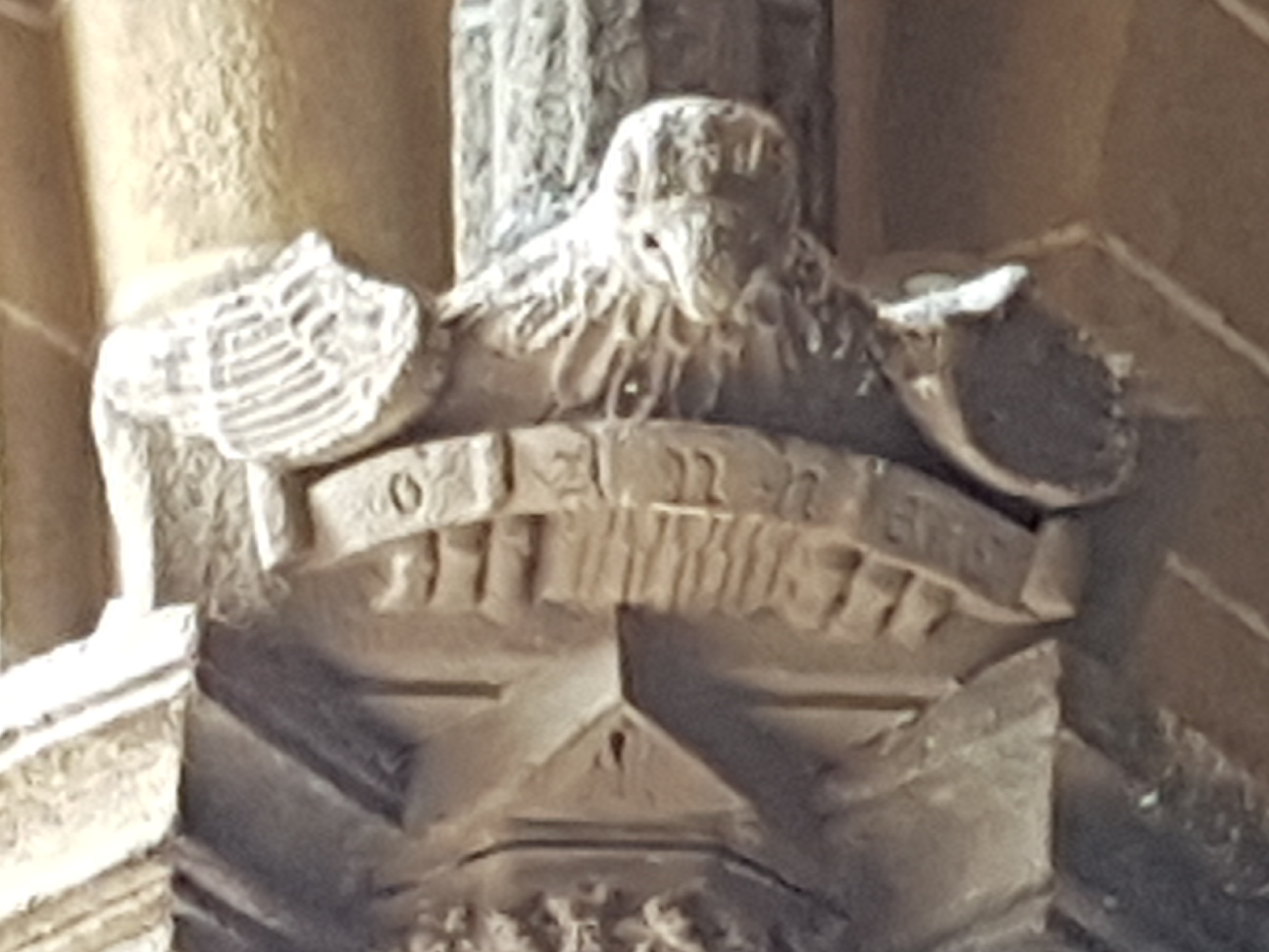
L'aquila (Giovanni).

Nella campata seguente del portico, da una parte e dall'altra della scalinata, due porte in cedro danno accesso a delle cappelle dedicate a sant'Egidio a sinistra e a san Martino a destra. Queste due porte risalgono all'ultimo quarto del XII secolo. Quella di sinistra contiene scene della vita di Cristo e i suoi pannelli di legno sono ornati sul loro deambulatorio di ornamenti che imitano i caratteri arabi.

La scalinata termina alla porta Dorata. Dietro a questa, diciassette scalini conducono al centro della navata. Si finisce tra i due pilastri di fronte ai quali sono state poste le statue di San Luigi e di Giovanna d'Arco, proprio di fronte all'altar maggiore. Ciò ha consentito a un religioso di dire che 
(Religioso anonimo)
Nel 2010, una statua di san Giacomo di Compostella, in legno di faggio, alta 1,70 metri, creata da Dominique Kaeppelin, è stata installata alla sommità delle grandi scalinate della cattedrale, per indicare l'inizio della via Podiensis del Cammino di Santiago di Compostela.

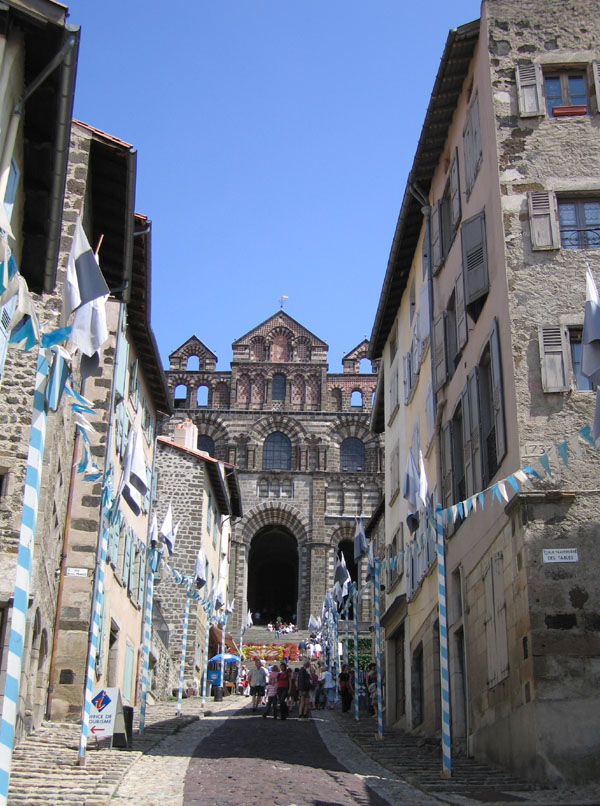
Facciata vista dalla rue des Tables.
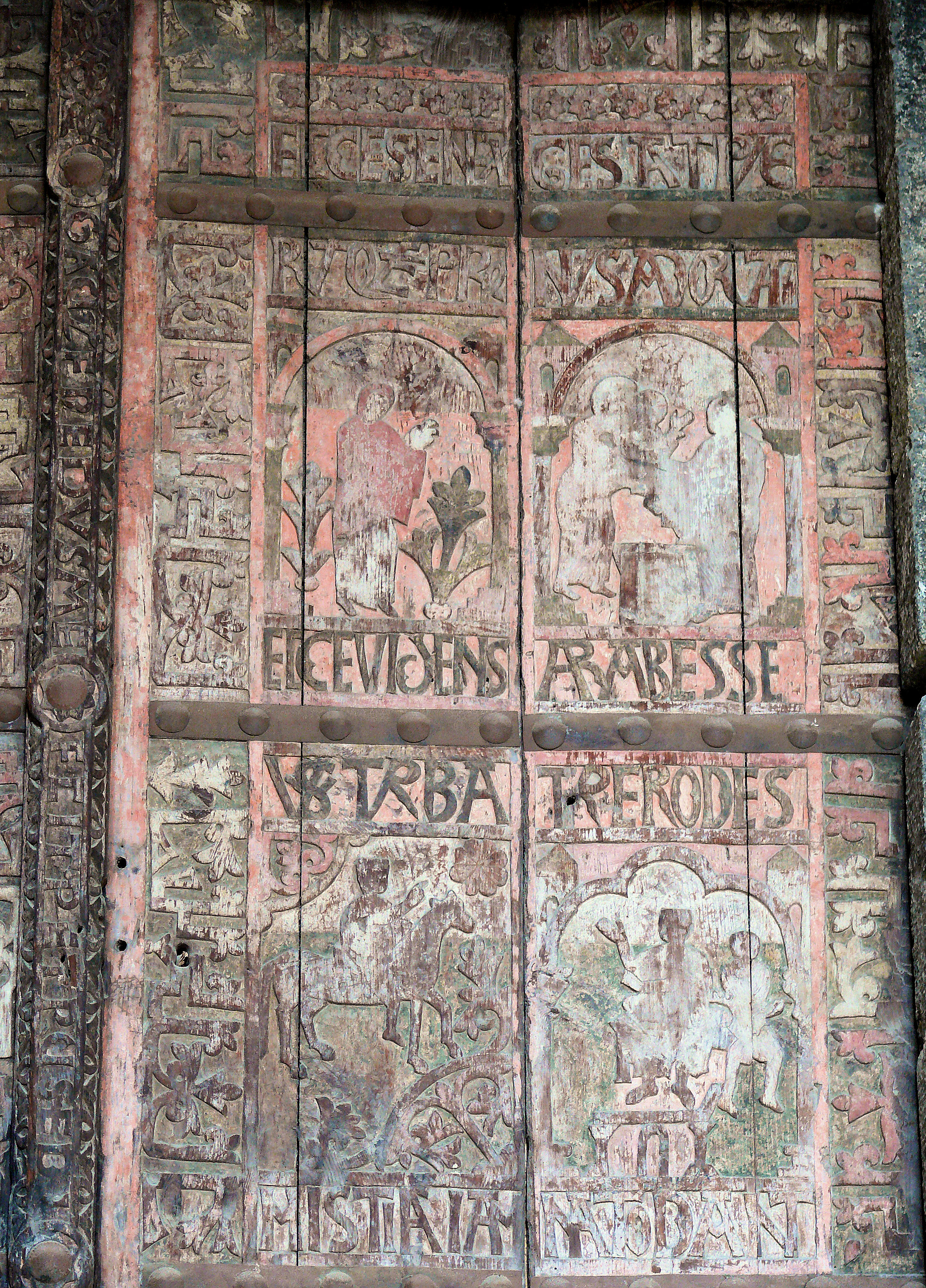
Dettaglio della porta detta « del cedro ».
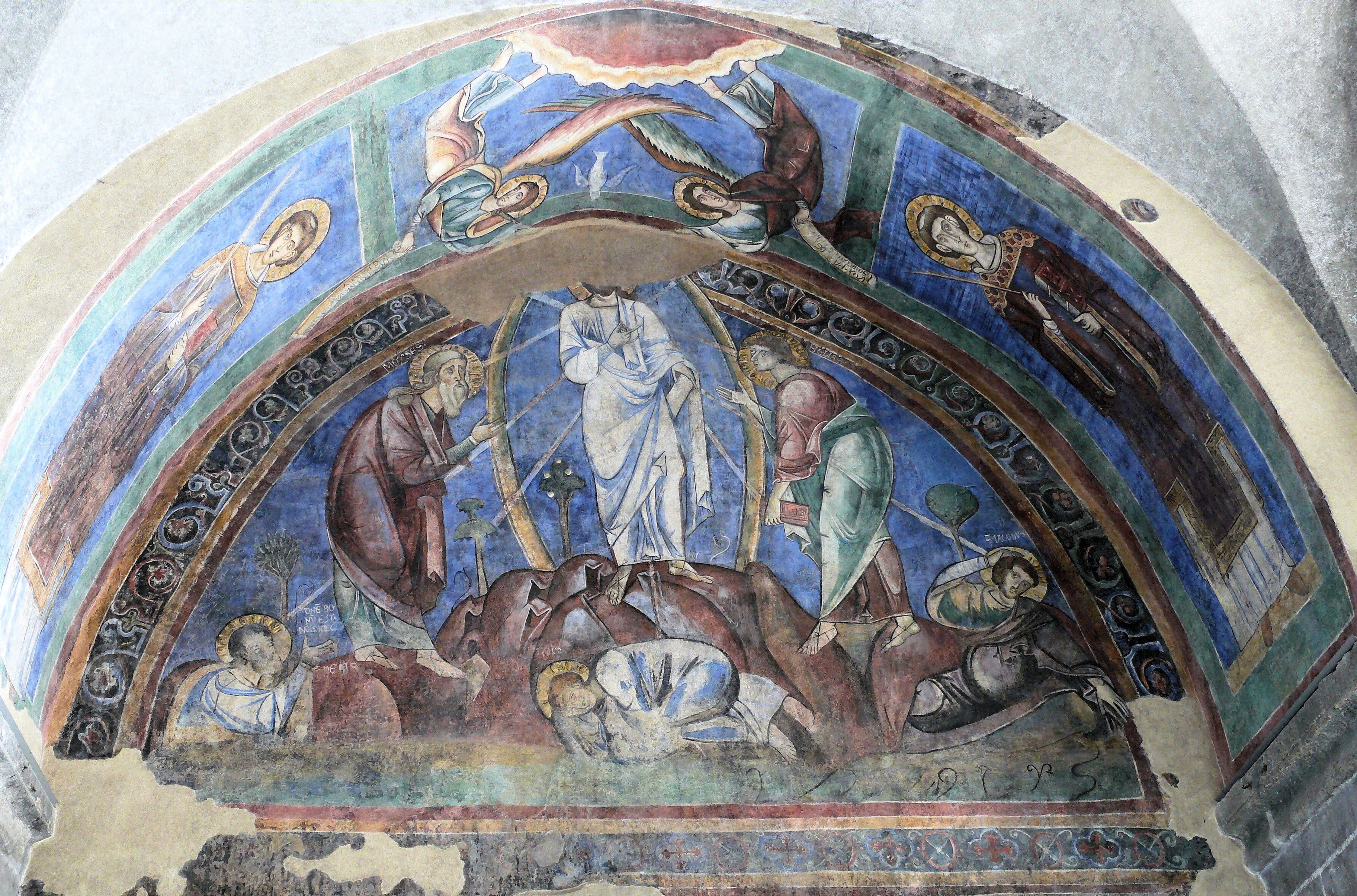
Portico occidentale, affreschi bizantini raffiguranti: la Trasfigurazione del Signore al monte Tabor con gli apostoli Pietro, Giacomo e Giovanni, Mosè ed Elia

### Il portico del Foro

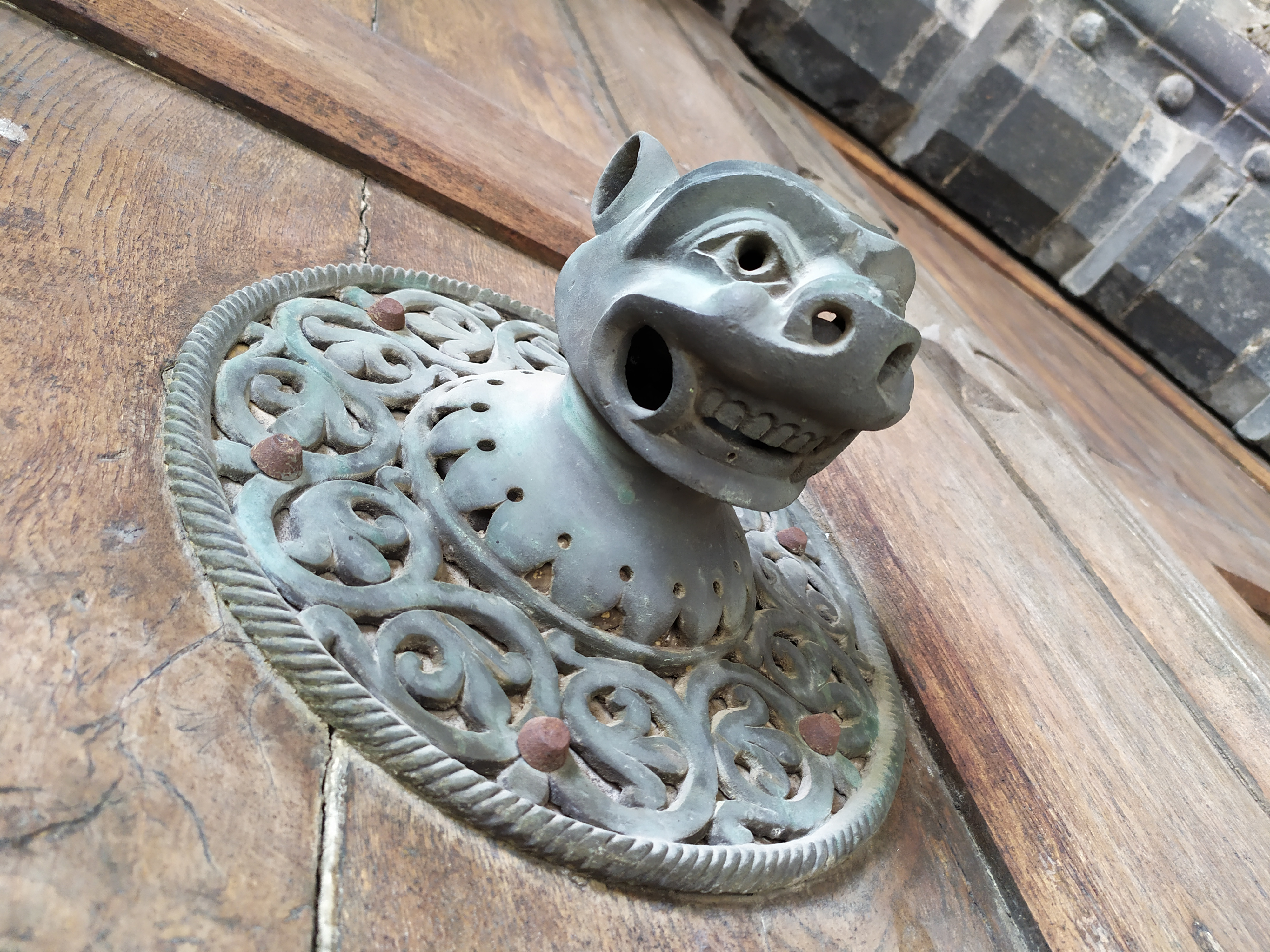
Una delle due rimarchevoli teste di leone in bronzo su una porta situata sotto il portico del Foro.

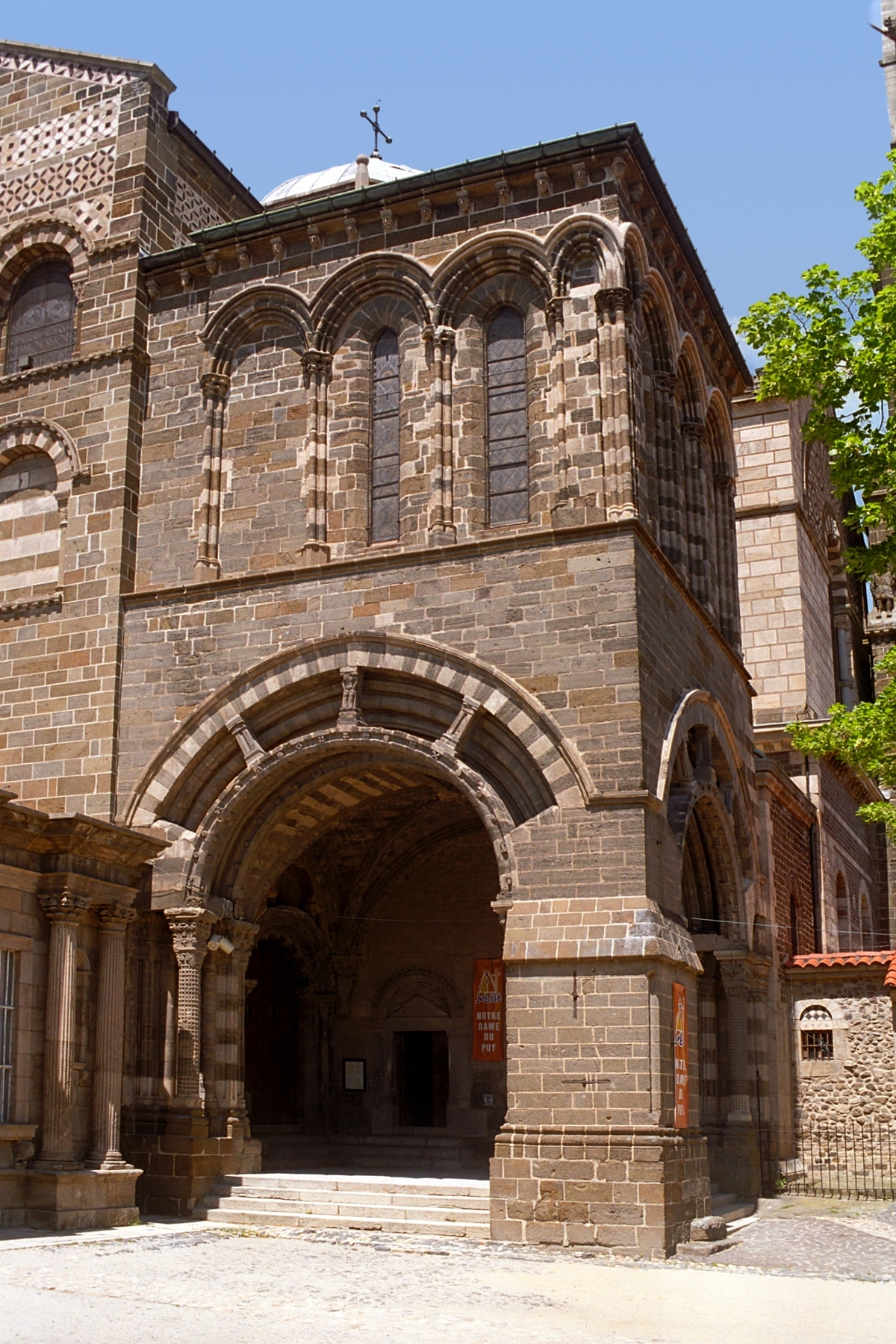
Il portico del Foro.

Il portico del Foro è un magnifico pezzo di architettura, datato dalla fine del secolo XII. Esso dà sull'omonima piazza (dal latino forum), in terrazza al di sopra dei tetti della città vecchia.
Benché appartenga in tutti i suoi elementi allo stile romanico, esso è ricoperto da una volta montata su crociera. I grandi archi a tutto sesto del piano terreno sono staccati e riuniti all'archivolto da tre cunei in pietra, dei quali uno rappresenta un personaggio. Il primo piano, che contiene una cappella del XVI secolo, è rischiarato, su ognuna delle sue facce, da aperture gotiche ed è coperto da una volta a botte.
Due porte si aprono su questo portico. La più piccola, denominata « porta papale », è riservata al Sommo pontefice e ha ricevuto, nel 1847, un architrave ritrovato durante alcuni scavi, che porta l'iscrizione : Scrutari papa Vive Deo, fornendo così il nome dell'architetto. L'altra è romanica e i suoi battenti sono ornati di due teste di leone in bronzo.

### La navata

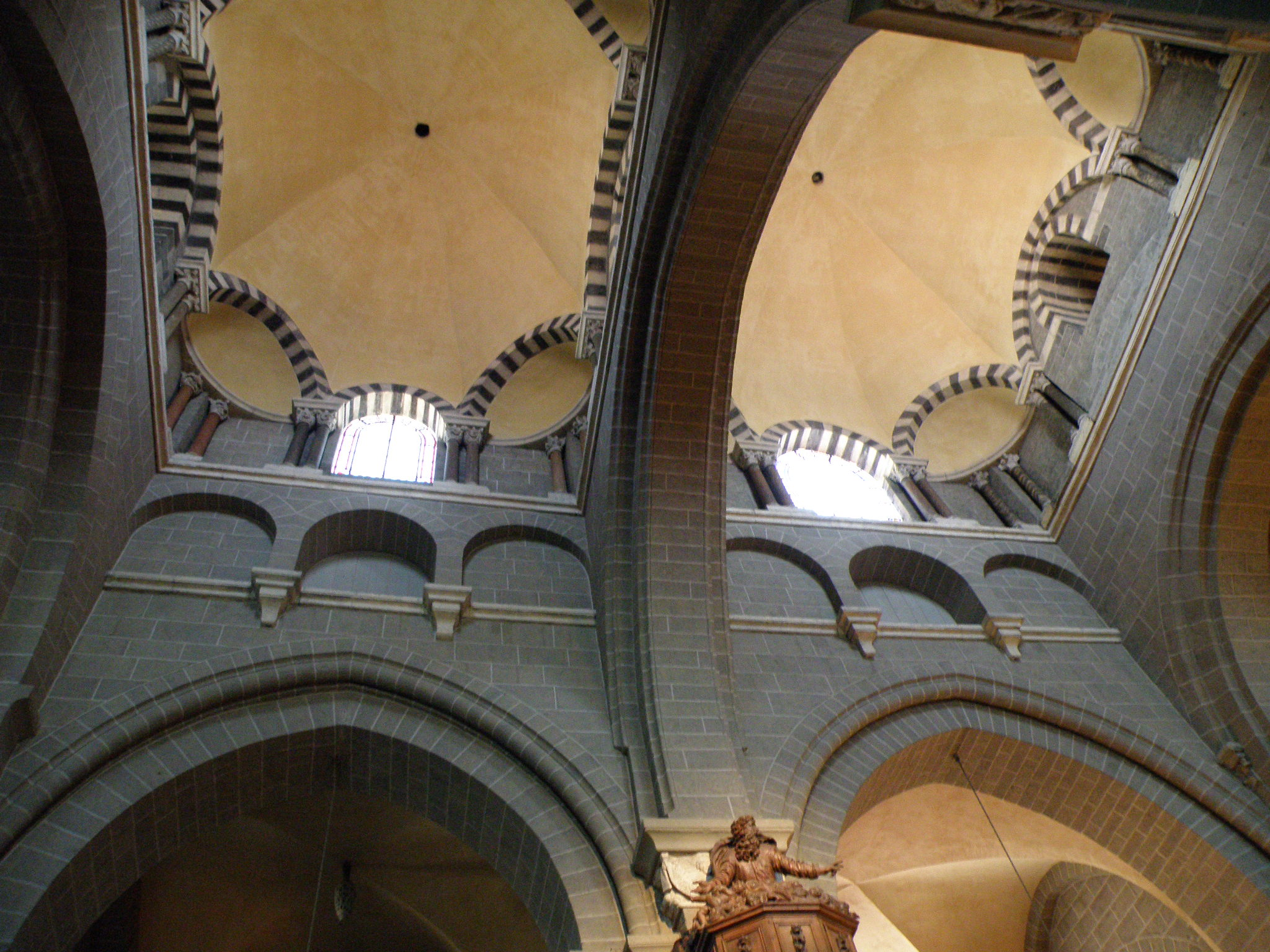
Cupole ricoprenti la navata.

In pianta, questa chiesa ha la forma della croce latina e comprende una navata a sei campate, alla quale sono affiancate due navate laterali della medesima altezza, un transetto sporgente, del quale ciascun braccio termina con due absidiole gemelle, al di sopra delle quali si trova una tribuna; l'edificio si raggiunge per un'abside rettangolare fiancheggiata da due absidiole.
Le sei campate della navata sono dotate di volte di cupole bislunghe sostenute da delle trombe a semi-cupola; la crociera del transetto è coperta da una torre ottagonale illuminata da due livelli di finestre e terminata da una cupola. Questa torre poggia su quattro grossi pilastri fiancheggiati da mezze colonne che si appoggiano su un enorme zoccolo rettangolare di 2 metri di altezza. Il passaggio del piano quadro avviene alla metà delle trombe a semicupola. Questa torre nolare è anche chiamata «il campanile angelico».
Le navate laterali sono coperte di volte a croce, salvo per ciò che riguarda le due campate ovest che hanno delle volte su crociera d'ogiva.

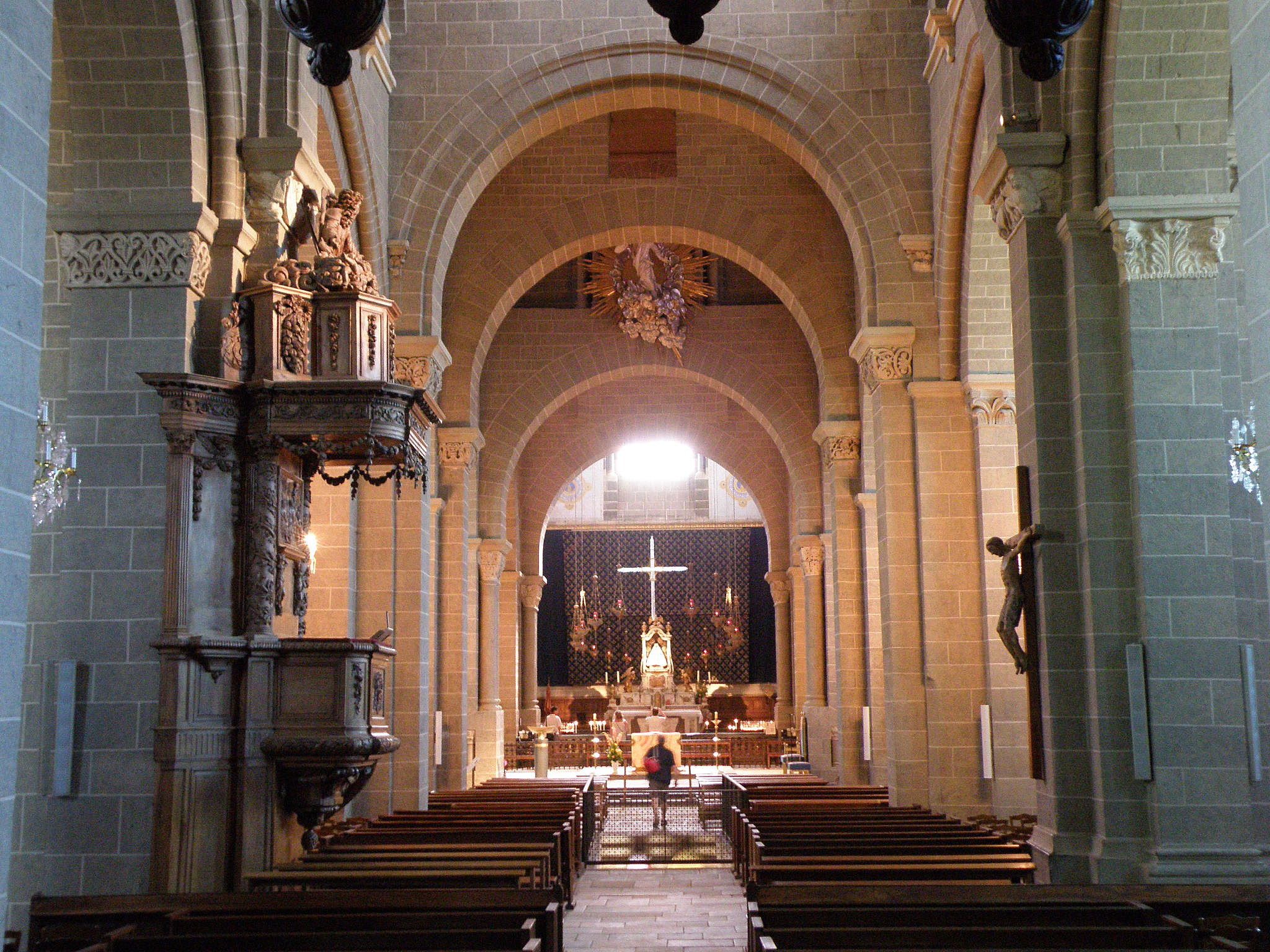
Veduta della navata verso est.
Al fondo: coro con la Vergine nera.
A sinistra: pulpito.

Le sole campate intatte (terza e quarta) come anche il campanile risalgono alla metà del XII secolo. Quanto alle altre campate e alla facciata, esse datano dalla fine del XII secolo.
Si vede in questo santuario (navata laterale sud) una grande tavola dipinta da Giraud, celebrante il giubileo del 1864.
Si vede anche una via Crucis in smalto e, sul retro della facciata, un bel rilievo in legno dorato del XVIII secolo, rappresentante sant'Andrea crocifisso.
Il pulpito, notevole, risale alla fine del XVIII secolo. L'altar maggiore, eretto a spese del Capitolo di Notre-Dame, è opera di Jean-Claude Portal. Esso è ornato da un bassorilievo che mostra la scena dell'Annunciazione ed è sormontato da un pellicano. Bronzi del celebre Caffieri lo decorano.
È sull'altar maggiore che è posta la celebre Vergine, coronata l'8 giugno 1856, che ha rimpiazzato l'antica statua bruciata a piazza del Martouret.
L'abside è decorata di dipinti moderni, ma vi sono, nella crociera nord, affreschi che paiono datati dall'XI secolo. Si tratta di quelli che rappresentano le Sante Femmine al sepolcro (al di sopra dell'altare del Sacro Cuore) e un San Michele gigante (nella tribuna).
Infine, due bei dipinti eseguiti nel XVII secolo fungono da ex-voto in ricordo delle pestilenze del 1630 e e del 1653.
Nella terza campata della navata laterale nord si apre la cappella delle reliquie, che occupa il piano superiore dell'edificio, detto dei mâchicoulis. Questo vasto vascello, coperto da un pergolato spezzato montato su travi maestre, era una volta diviso da una piattaforma e aveva due piani. A quello terreno si trovava la biblioteca del Capitolo, di sopra vi era la sala degli Stati del Velay. Vi si ammira un magnifico affresco rappresentante le Arti liberali, risalente alla fine del XV secolo, e del quale si ignora l'autore. Scoperto da Prospero Mérimée nel 1850, esso è purtroppo incompleto e non ci mostra che quattro delle sette arti: la Grammatica, con Prisciano, la Logica con Aristotele, la Retorica con Cicerone e la Musica con Tubal-cain.
Le cupole delle due prime campate occidentali della navata, non accoppiate, poggiano direttamente sulle trombe d'angolo e sulle parti di muro che sormontano le finestre —particolarità che le distinguono dalle due cupole successive.

### Il campanile

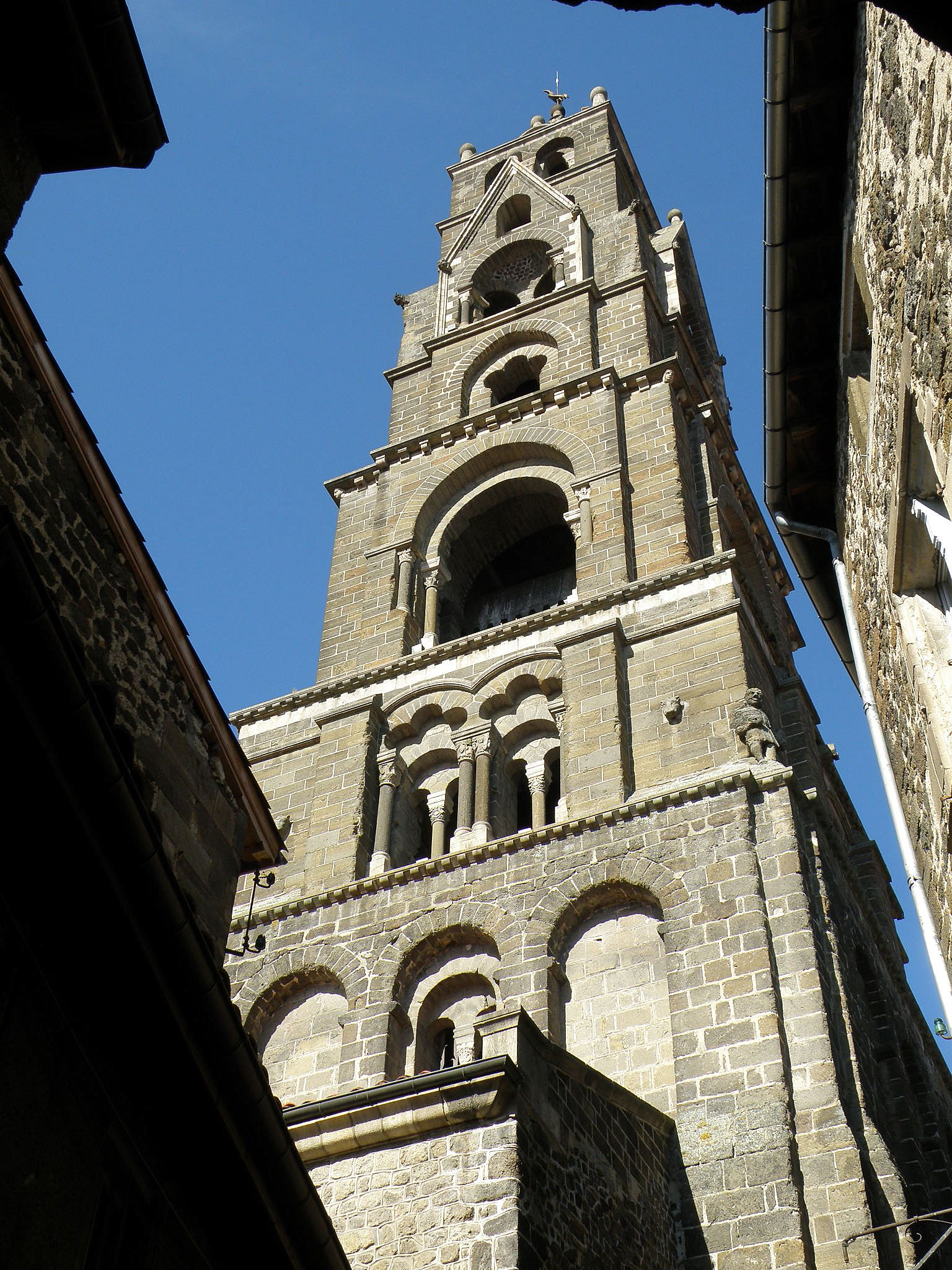
Il campanile.

Alto 56 metri, è una costruzione indipendente dalla chiesa. Di pianta quadrata, esso comprende sette piani con il medesimo disegno, ma ognuno di essi è segnato da un leggero rientro, in modo che l'edificio faccia pensare a dei cubi sovrapposti.
I piani superiori sono sostenuti da archi a bande che portano delle volte a botte. Questi archi poggiano su pilastri isolati, di modo che a partire dal quarto piano, i pesi della muratura ricadano direttamente sui pilastri.
Il campanile è sempre più traforato man mano che sale dal suolo verso la cima. Il pianoterra contiene tre tombe, quelle di due canonici e quella di un vescovo. 
(Anonimo)
 pare che debba la sua mancata demolizione sotto la Rivoluzione.
Esso ospita quattro campane delle quali un bordone.

### Il chiostro
Di forma rettangolare, le sue gallerie sono dotate di volte a crociera. Data dal XII secolo, di stile romanico, è stato restaurato tra il 1850 e il 1857 dall'architetto Aymon Gilbert Mallay, in conformità a Viollet-le-Duc.
Qui, il tufo si "sposa" all'arenaria bianca (arcose di Blavozy). Il tufo di grana grossa, dalle tinte scure ma varie, fa uscire l'incrostazione di terracotta o di rocce vulcaniche di diverse tonalità. È questa ricchezza incomparabile che ha fatto scrivere a Émile Mâle che la magnificenza di questo ornamento potrebbe rivaleggiare con quello di Cordova.
Vi è la tendenza a evocare l'architettura araba in Spagna quando si vede questo mosaico policromo di losanghe rosse, ocra, bianche o nere che decorano i suoi archi. Ma questa decorazione di losanghe e di d'archi in pietra di colori alterni proviene piuttosto dall'architettura carolingia qui précède l'architettura romanica, come dimostrato dalla Cappella palatina di Aquisgrana e dal portale dell'abbazia di Lorsch, che sono tra gli ultimi esempi di architettura carolingia pervenutici fino ai nostri giorni. Questi motivi, d'origine romanica antica tardiva, erano molto diffusi nell'Architettura paleocristiana (opus reticulatum e opus sectile) dell'Alto Medioevo e nell'architettura bizantina, che sono tra l'altro ugualmente la fonte d'ispirazione principale dell'arte araba più tardiva, da cui certe rassomiglianze retrospettive parziali e spesso ingannevoli con quest'ultima, ciò che rende talvolta difficile districare il senso delle influenze.
Le gallerie prendono luce dal cortile interno a metà delle grandi arcate a tutto sesto posate su pilastri quadrati, i cui quattro lati sono guarniti di colonne monolitiche libere. Quelle poste sulle facce laterali dei pilastri sostengono un secondo arco che s'inserisce sotto le arcate, mentre quelle interne servono d'appoggio alle volte delle gallerie. Si contano cinque arcate a nord e a sud, e dieci sugli altri due lati.
Da rimarcare la varietà dei soggetti trattati sui capitelli, ma si deve soprattutto la ricchezza straordinaria della cornice che corre al di sopra dei pennacchi mosaicati, ove la verve del Medioevo ha avuto libero corso. Tuttavia una grande parte della cornice è stata rimaneggiata nel XIX secolo. Vi si ritrova qualcuno dei sette vizi capitali: la gola (una capra che si rimpinza di uva), la collera (un cane che morde la coda di un demone), la pigrizia (un monaco che accarezza con noncuranza il collo d'un maiale)…
Un'ammirevole griglia romanica in ferro forgiato chiude il passaggio che conduce alla cattedrale. Magnifica opera in ferro battuto, e soprattutto rimarchevole per la sua antichità, essa fu realizzata da abili artigiani all'inizio del XII secolo. Essa si compone di diversi pannelli che riportano ogni volta lo stesso motivo a base di spirali. L'insieme, molto regolare, è alleggerito attraverso la tecnica della punzonatura a caldo dei motivi della griglia.
Il lato ovest di questo chiostro è dominato da un grande edificio del XIII secolo, che faceva parte, una volta, del sistema difensivo della cattedrale e del palazzo episcopale. Questo edificio, detto des mâchicoulis contiene, al piano terra, la cappella delle reliquie e al primo piano un museo di arte religiosa. Esso è provvisto di caditoie protette da un muro in aggetto e poggiante alternativamente su pilastri quadrati e su colonne.
Aperto alle visite indipendentemente dalla cattedrale, il chiostro è gestito dal Centro dei monumenti nazionali.

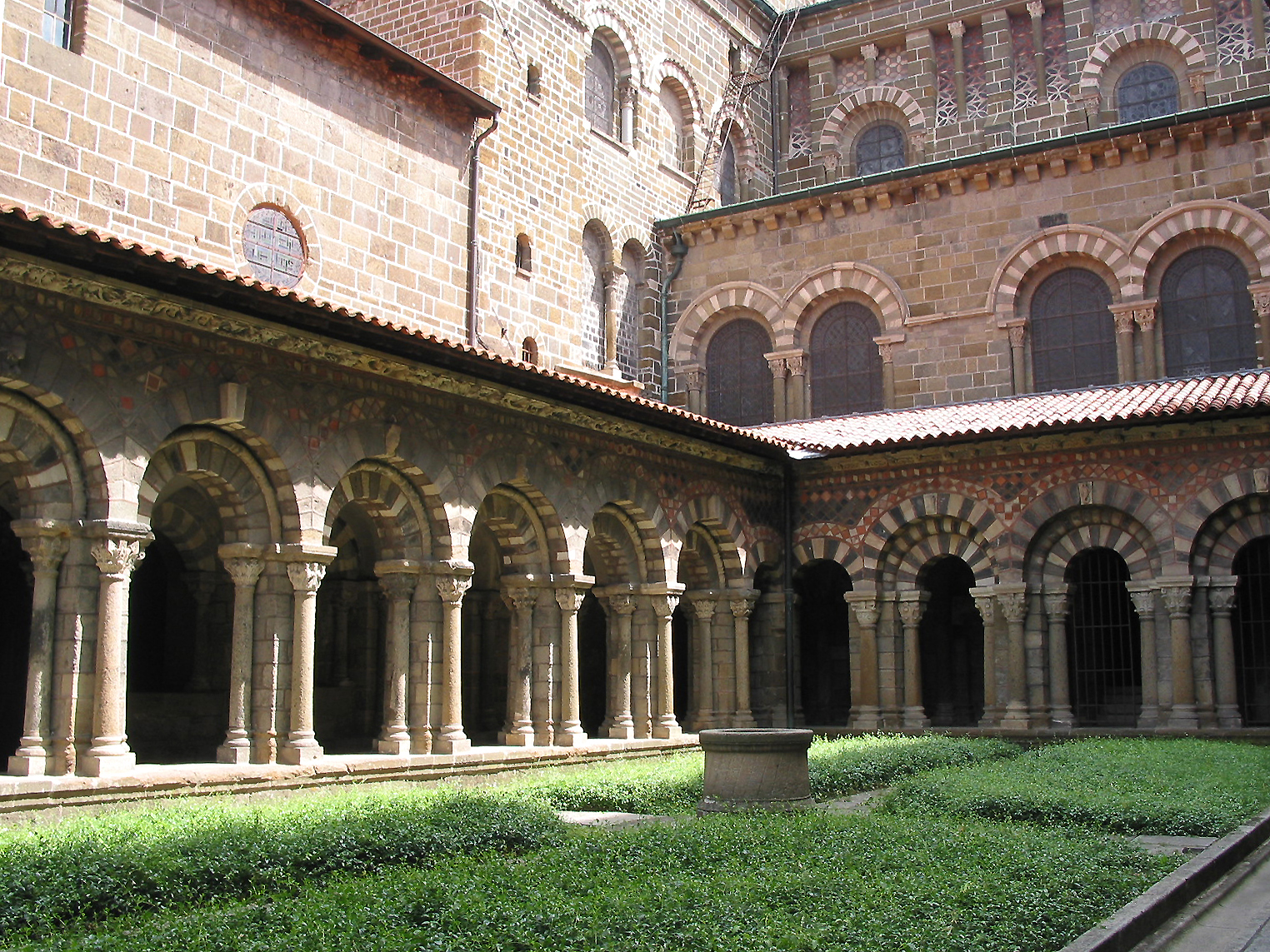
Chiostro, angolo sud-est.
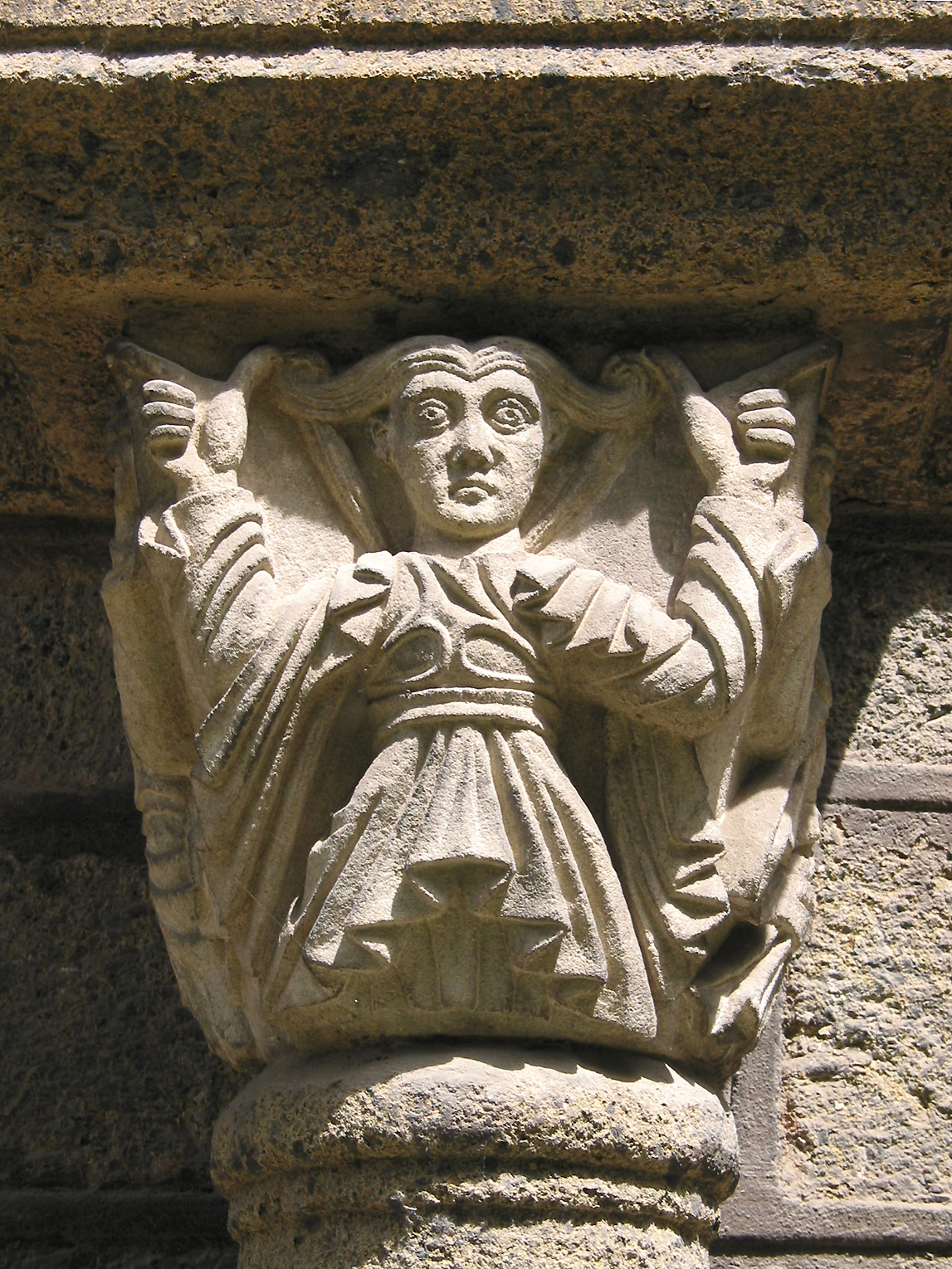
Capitello.
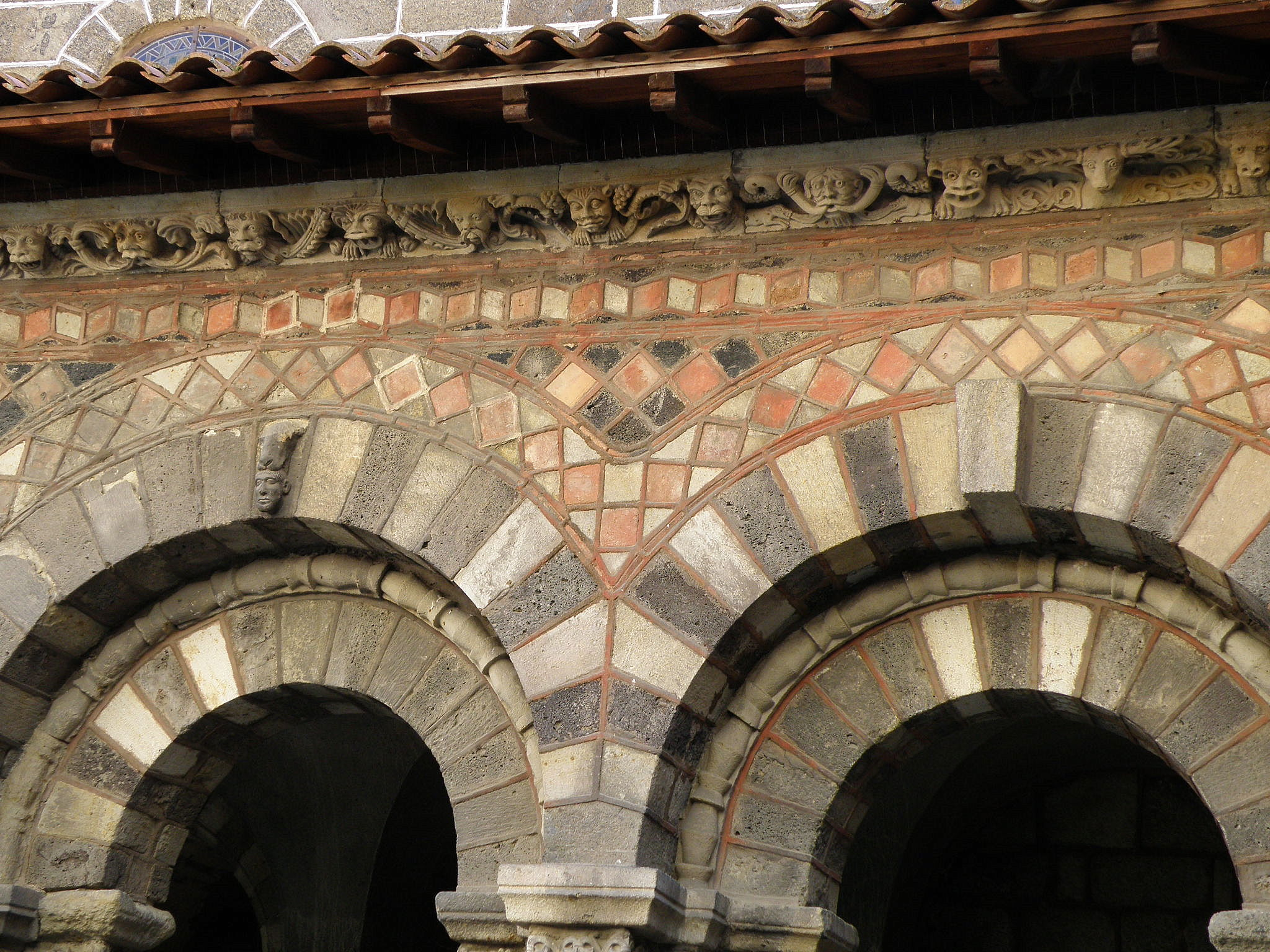
Fregio istoriato al di sopra delle arcate.

### L'organo

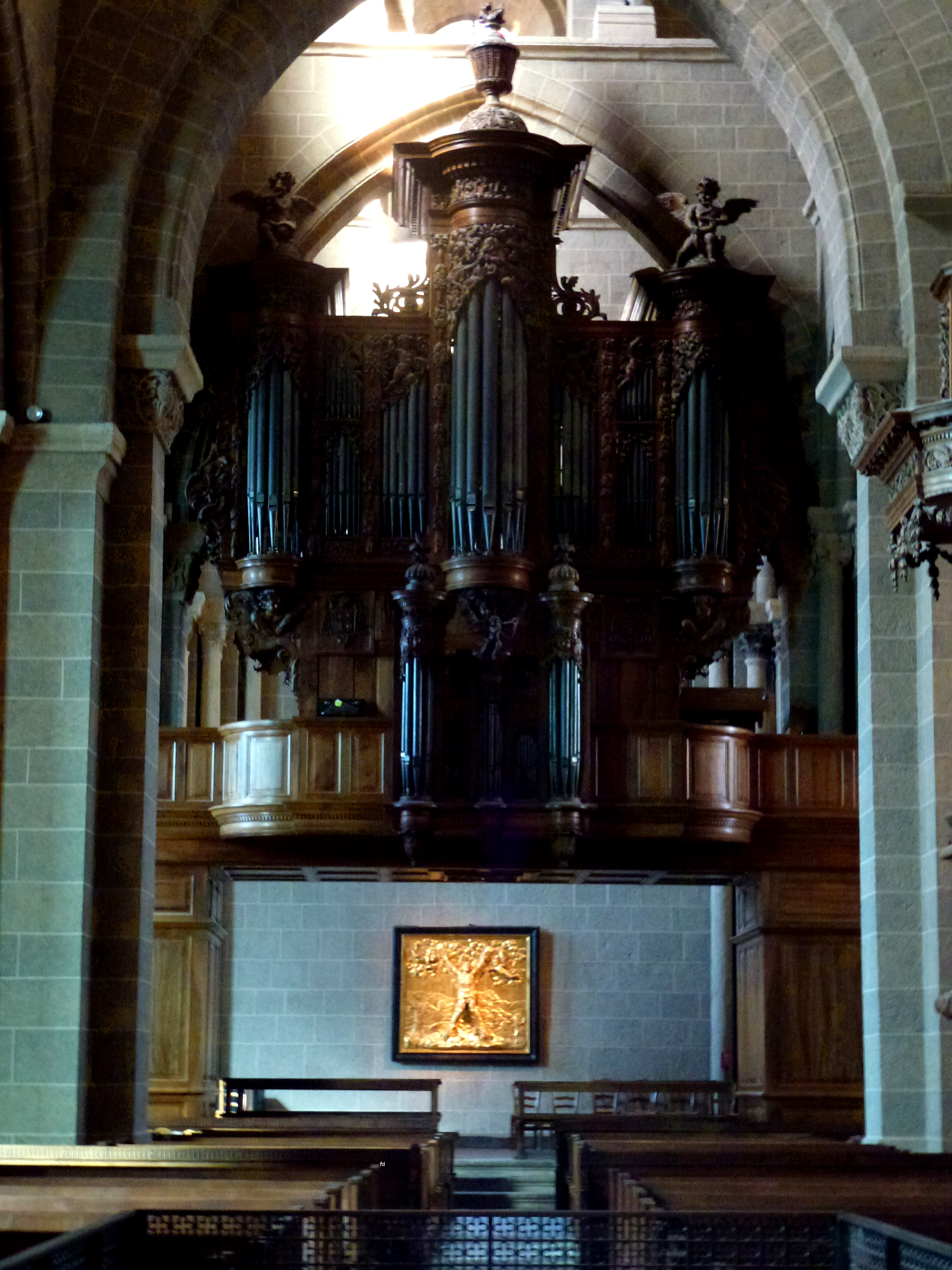
Organo da tribuna a doppia facciata.

Si tratta di un organo classico francese adattato all'interpretazione di opere dei secoli XVII e XVIII, parte del XIX secolo (45 giochi, trazione meccanica, diapason a 415 Hz e temperamento di Alembert-Rousseau). È un raro esempio d'organo a doppia facciata in Francia.
Nel 1689, Mgr Armand de Béthune ne affidò la realizzazione al fabbricante Jean Eustache. Il buffet a due facciate è del falegname Gabriel Alignon e degli scultori François Tireman e Pierre Vaneau. Nel 1827 Joseph Callinet, poi Claude-Ignace Callinet lo restaurarono.
Il buffet è classificato monumento storico nel 1862. Esso sarà stato spostato 5 volte nella cattedrale.
L'ultimo restauro fu realizzato da Jean-Loup Boisseau e Bertrand Cattiaux nel 1999.

## Da vedere nella cattedrale
- Piccola pietà (XV secolo).
- La cappella del Santissimo Sacramento presente, su un immenso reliquario del XVII secolo, la copia contemporanea della statua della Vergine nera con il Bambino.
- Statua di Notre-Dame du Puy (Vergine nera).
- Statua di san Giacomo.
- Sotto il portico, porte in legno scolpito nel XII secolo rappresentanti episodi della vita del Cristo.
- Il tesoro della sacrestia e quello d'Arte religiosa sopra il chiostro.
- Il battistero di San Giovanni, in prossimità, che racchiude delle esposizioni estive.
- Gli affreschi d'influenza bizantina e italiana sotto il portico e nel transetto nord, in particolare quello di san Michele.
- Nella sacrestia, vi è un libro d'oro riservato ai pellegrini.

## La Vergine nera

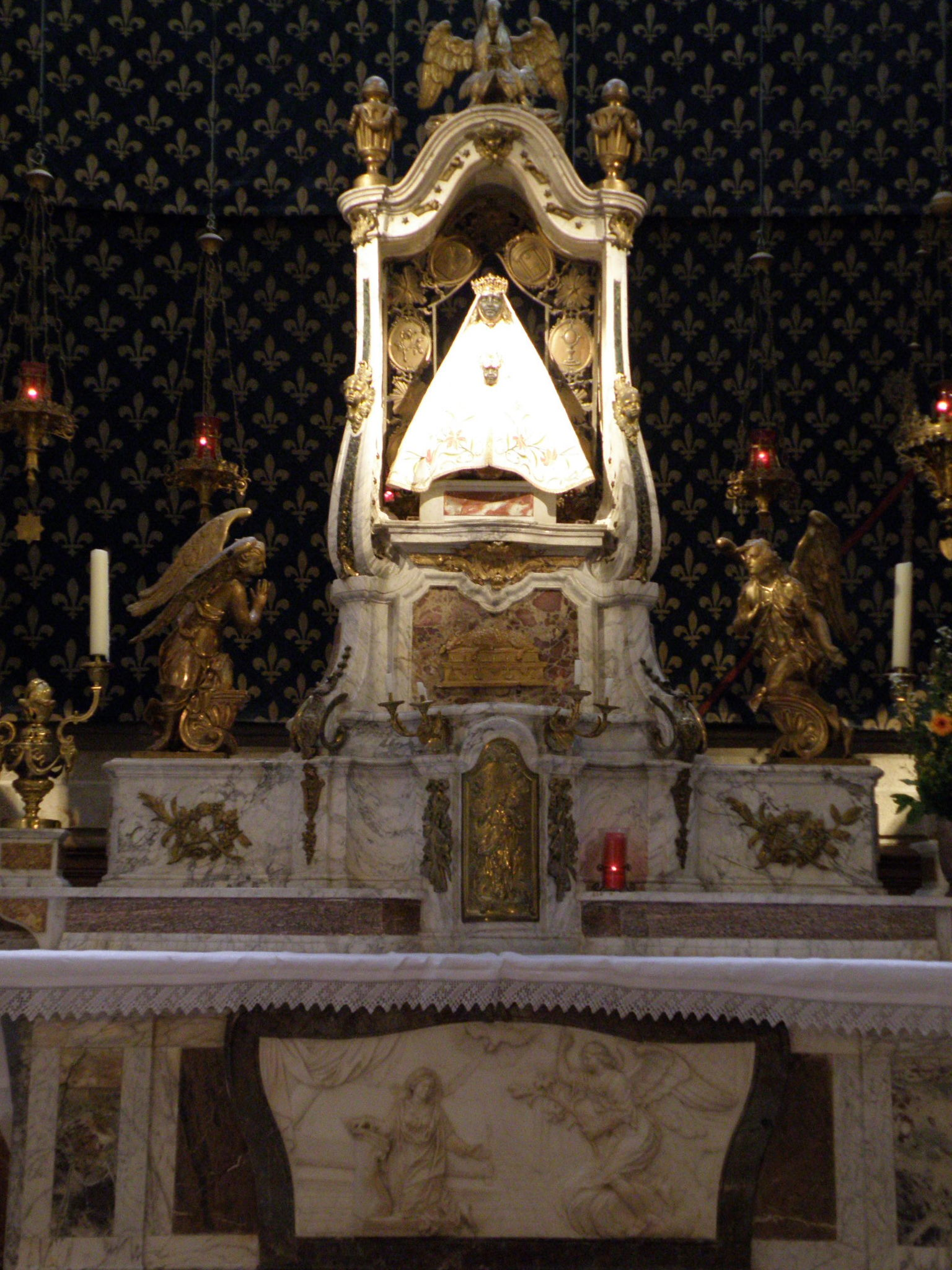
La Vergine nera attuale, posta sull'altar maggiore.

La statua della Vergine nera del XVII secolo che si trova attualmente sull'altar maggiore, proviene dall'antica cappella di Saint-Maurice du Refuge. Essa fu coronata dal vescovo di Puy a nome di papa Pio IX, l'8 giugno 1856, giorno anniversario della distruzione della precedente effigie, che fu data alle fiamme dagli ultra-rivoluzionari di Louis Guyardin (il rappresentante della Convenzione in missione nell'Alta Loira) l'8 giugno 1794, giorno della Pentecoste, divenuto quello dell'Ente Supremo.
Nel X secolo, il concilio di Puy aveva autorizzato per la prima volta i reliquiari a tutto tondo dell'immagine umana, da cui il fiorire di statue dette "capi" e delle Vergini in maestà, dapprima nel centro della Francia, poi in tutto il paese.
La Vergine nera di Puy ha potuto contenere delle reliquie, essendo la più antica conosciuta; è del tutto possibile che quella sia servita da modello alle altre. Non rimane alcuna traccia dell'immagine della Vergine venerata nella cattedrale prima della fine del X secolo, se non qualche rappresentazione ipotetica.

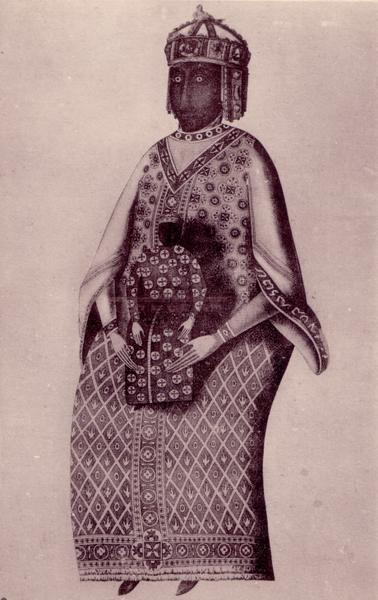
Vergine nera a Notre-Dame du Puy-en-Velay, incisione di Veyrenc, 1778.

Essa sarebbe stata rimpiazzata da quella offerta dal re Luigi IX (o san Luigi) al ritorno dalla settima crociata; è attestato che san Luigi è venuto in pellegrinaggio a Puy-Sainte-Marie (Podium sanctae Mariae) nel 1254. Faujas de Saint-Fond ha potuto studiarla a volontà, ne ha lasciata, nel 1778, una descrizione e Veyrenc ne ha allora fatta un'incisione. Si trattava di una statua in cedro di 71 centimetri di altezza rappresentante la Vergine assisa in trono, il Bambino Gesù sulle ginocchia. Se i volti della Madre e del Bambino erano di un nero cupo, le mani, in compenso, erano dipinte in bianco. Sul viso di Marie si distaccavano occhi in vetro e un naso smisurato.
La Vergine era vestita con un abito di stile orientale a toni rossi, blu-verdi e ocra ed era coronata da una sorta di casco con orecchiette in rame dorato, ornato di cammei antichi. La statua era interamente avvolta da più bande d'una tela abbastanza fine, fortemente attaccate al legno e dipinte. Secondo Faujas de Saint-Fond, si trattava di una statua molto antica di Isis, dea egizia della fecondità, che era stata trasformata in Vergine. Vero è che statuette d'Iside che tiene Horus sulle ginocchia le assomigliano in modo sorprendente.
Un'altra tesi ne fa una statua etiope (forse una Vergine copta?). Certi specialisti di storia dell'arte evocano la possibilità di una statua il cui legno era chiairo in origine ma poi si sarebbe ossidato naturalmente a seguito dell'esposizione prolungata all'incenso e i fumi dei ceri.
Nel gennaio 1794, la Vergine nera, tolta dal suo altare, fu spogliata delle sue ricchezze (pietre preziose, dorature, ecc…) e relegata negli Archivi. Ci se ne ricorda purtroppo sfortunatamente: l'8 giugno 1794, giorno della Pentecoste, i rappresentanti del potere rivoluzionario, tra i quali Louis Guyardin, vennero a cercarla per bruciarla sulla piazza del Martouret. Quando le tele, avvolte dal calore, ebbero finito di consumarsi, una piccola porta segreta praticata sul dorso della statua si aprì e ne venne fuori una specie di pergamena arrotolata; nonostante le proteste, non si cercò di conoscerne il contenuto. Si pensa che su quella pergamena fosse scritta l'origine esatta della statuetta della Vergine.
Ogni 15 agosto ha luogo la processione solenne della Vergine nera attraverso le vie della città alta. Questa tradizione risale al 15 agosto 1578, ma s'interruppe nel 1882. Fu Mons. Rousseau, vescovo di allora, che fece ristabilire questa processione solenne il 15 agosto 1933 e, da allora, si tratta di una delle feste religiose più importanti in questa regione alla quale assistono numerosi fedeli provenienti da tutto il mondo (ha fatto eccezione a questa partecipazione l'anno 1944).